# Vergangenheitsbewältigung
Vergangenheitsbewältigung ist ein Schlüsselbegriff in der öffentlichen Diskussion des Umgangs mit der Vergangenheit im Deutschland des 20. Jahrhunderts, insbesondere für die Auseinandersetzung mit dem Nationalsozialismus.
Er hat individuelle und kollektive Bedeutung. Es geht darum, Negatives, Verdrängtes und Belastendes, seelische Verletzungen und Schuldgefühle zu bewältigen. Manchmal werden dabei Tabus gebrochen; zum Beispiel war es in der Nachkriegszeit in Deutschland in vielen Familien mit nationalsozialistischem Hintergrund verpönt, die aus dem Zweiten Weltkrieg zurückgekehrten Soldaten jeden Ranges, einschließlich Angehöriger der Schutzstaffel, nach ihren Erlebnissen und Taten zu fragen.
Über die Auseinandersetzung mit der NS-Vergangenheit hinaus wurde Vergangenheitsbewältigung nach dem Ende der DDR auch für die Aufarbeitung der SED-Diktatur samt ihren gesellschaftlichen Begleiterscheinungen gebräuchlich. Die in Deutschland vorliegenden Erfahrungen mit der Verarbeitung von belasteter Vergangenheit werden von Außenstehenden teils als inspirierend und vorbildlich wahrgenommen.
Weil Vergangenheit nicht „bewältigt“ – also endgültig erledigt – werden kann, wird inzwischen mehrheitlich der Begriff Vergangenheitsaufarbeitung oder Aufarbeitung der Vergangenheit vorgezogen. Begrifflich liegt der Schwerpunkt bei der Aufarbeitung der Vergangenheit in der Bestimmung von Verantwortung. Zudem setzt man sich beim Aufarbeiten mit der Vergangenheit als einem Prozess der Erinnerungskultur auseinander. Seit dem Ende des 20. Jahrhunderts werden auch Begriffe wie Geschichtspolitik bzw. Vergangenheitspolitik verwendet, die eine politische Steuerung dieses Prozesses rhetorisch markieren.

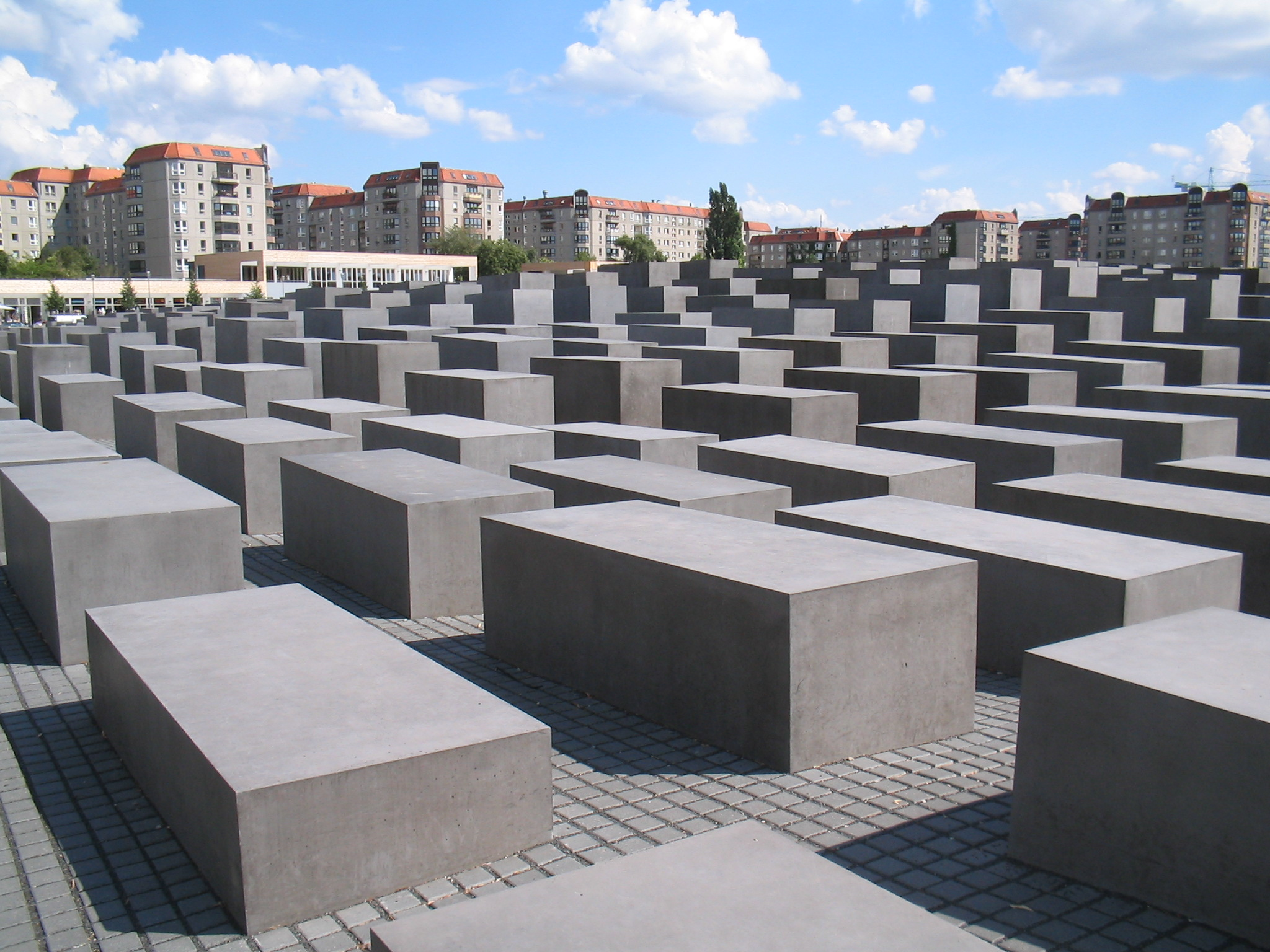
Denkmal für die ermordeten Juden Europas in Berlin

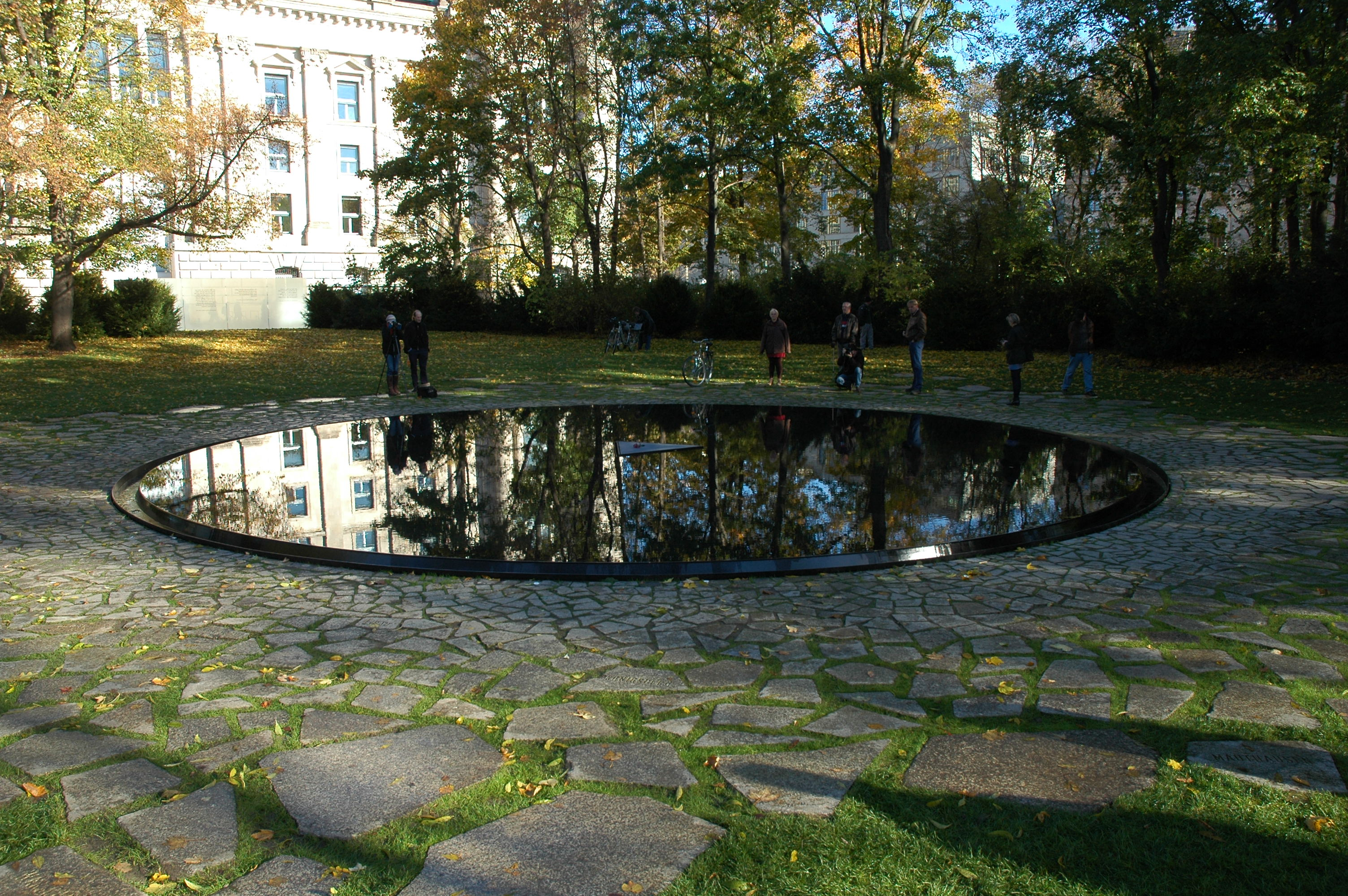
Denkmal für die im Nationalsozialismus ermordeten Sinti und Roma Europas in Berlin

## Begriff

### Definition

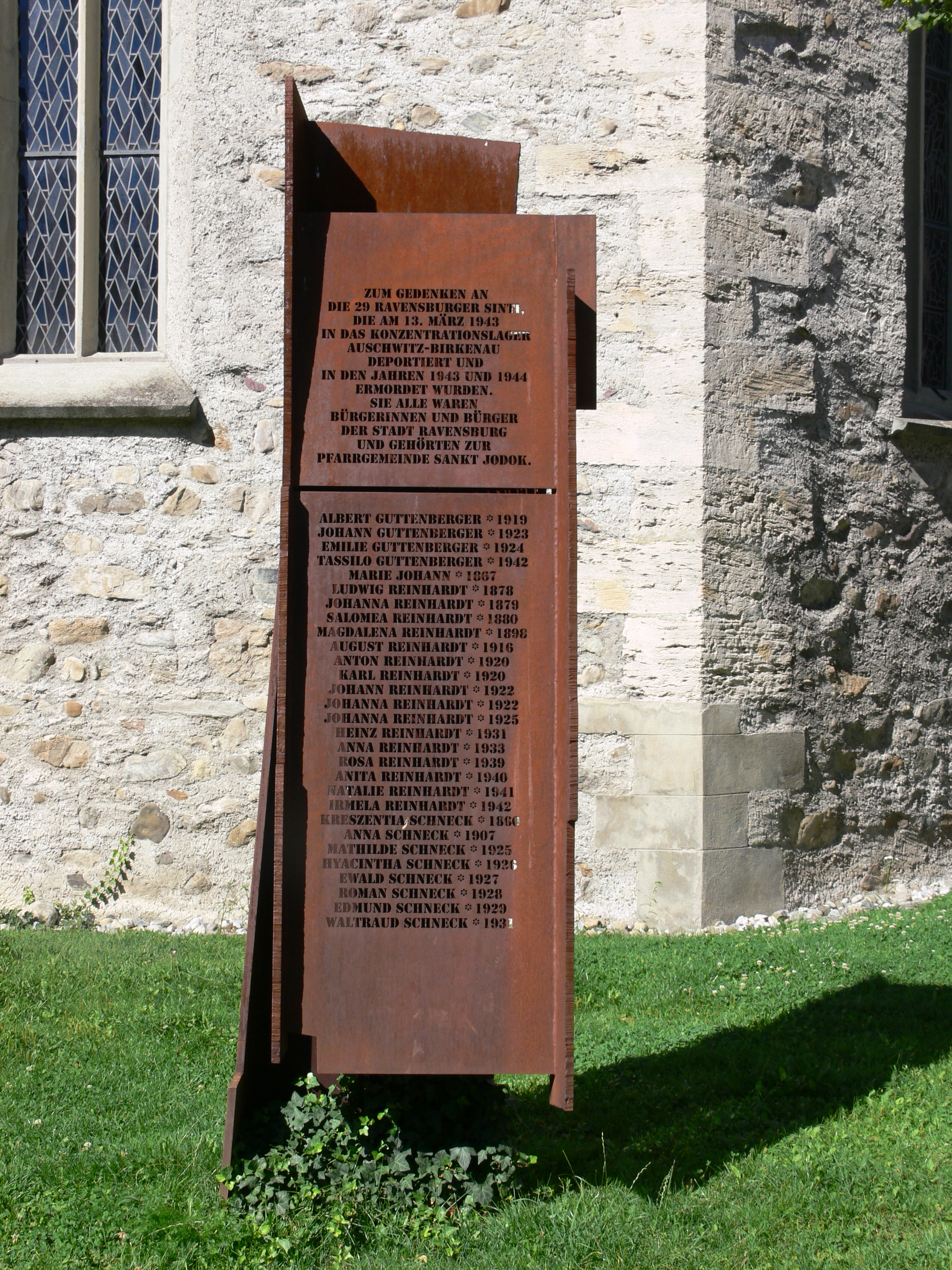
Ravensburg, Mahnmal zum Gedenken an die 29 in Auschwitz ermordeten Sinti aus Ravensburg

Der Begriff Vergangenheitsbewältigung wird vielfach auf den Historiker Hermann Heimpel zurückgeführt und wurde von Bundespräsident Theodor Heuss in vielen Reden verwendet. Ein früher Beleg für die Benutzung des Wortes findet sich in der Einladung zu einer Tagung zum „20. Juli“ zum Thema „Verbindlichkeit und Problematik unserer Geschichte“, die von der Evangelischen Akademie Berlin 1955 organisiert wurde. Der Akademieleiter Erich Müller-Gangloff sprach in der Einladung von dem „Schatten einer unbewältigten Vergangenheit“, der auf die deutsche Geschichte falle.
Eckhard Jesse definiert den Begriff 1992 über drei wesentliche Aspekte:

„Vergangenheitsbewältigung setzt erstens Verbrechen voraus, zweitens ihre Beendigung und drittens eine Demokratisierung. Nur wenn die drei Aspekte zusammen vorliegen, kann eine Vergangenheitsbewältigung, die diesen Namen verdient, Platz greifen.“

Helmut König fasste 1998 die Definition weiter:

„… die Gesamtheit jener Handlungen und jenes Wissens, mit der sich die jeweiligen neuen demokratischen Systeme zu ihren nichtdemokratischen Vorgängerstaaten verhalten. Es geht dabei vor allem um die Frage, wie die neu etablierten Demokratien mit den strukturellen, personellen und mentalen Hinterlassenschaften ihrer Vorgängerstaaten umgehen und wie sie in ihrer Selbstdefinition und in ihrer politischen Kultur zu ihrer jeweiligen belastenden Geschichte stehen.“

### Begriffsverwendung
In Deutschland und Österreich wird der Begriff „Vergangenheitsbewältigung“ insbesondere für die Auseinandersetzung mit dem Nationalsozialismus und seinen Ausprägungen verwendet. Hierzu gehören unter anderem Gewaltherrschaft, Verbrechen gegen die Menschlichkeit, Völkermord, Holocaust, Rassismus, Kriegsschuld, Mitläufertum. Die Aufarbeitung der NS-Vergangenheit begann bereits unmittelbar nach dem Zweiten Weltkrieg in den Nürnberger Prozessen und nachfolgenden Prozessen gegen die Hauptkriegsverbrecher. Die 68er-Bewegung forderte eine kollektive Vergangenheitsbewältigung und monierte eine aus ihrer Sicht ausgebliebene Auseinandersetzung mit der NS-Geschichte. Dies ging teilweise in den Vorwurf über, im System der Bundesrepublik sei ein neuer Faschismus zu erkennen.
Nach der friedlichen Revolution in der DDR begann in Deutschland ein neues Kapitel der Aufarbeitung der Vergangenheit. Anhand der Stasi-Unterlagen zeigte sich, wievielen Menschen eine Bewältigung ihrer individuellen Vergangenheit wichtig war: sie wollten wissen, von wem und wann sie bespitzelt oder denunziert worden waren; sie wollten begangenes Unrecht aufklären und teilweise auch sühnen (siehe auch Zentrale Erfassungsstelle der Landesjustizverwaltungen (ZESt) in Salzgitter), Bundesbeauftragter für die Stasi-Unterlagen (= „Gauck-Behörde“).
In der jüngeren Literatur bis 1998 wird Vergangenheitsbewältigung als Sammelbezeichnung für Aktivitäten verstanden, mit denen sich demokratische und der Wahrung der Menschenrechte verpflichtete Gesellschaften befassen, um eine von Diktatur und Verbrechen gekennzeichnete Vergangenheit aufzuarbeiten.

## Aufarbeitung der NS-Vergangenheit

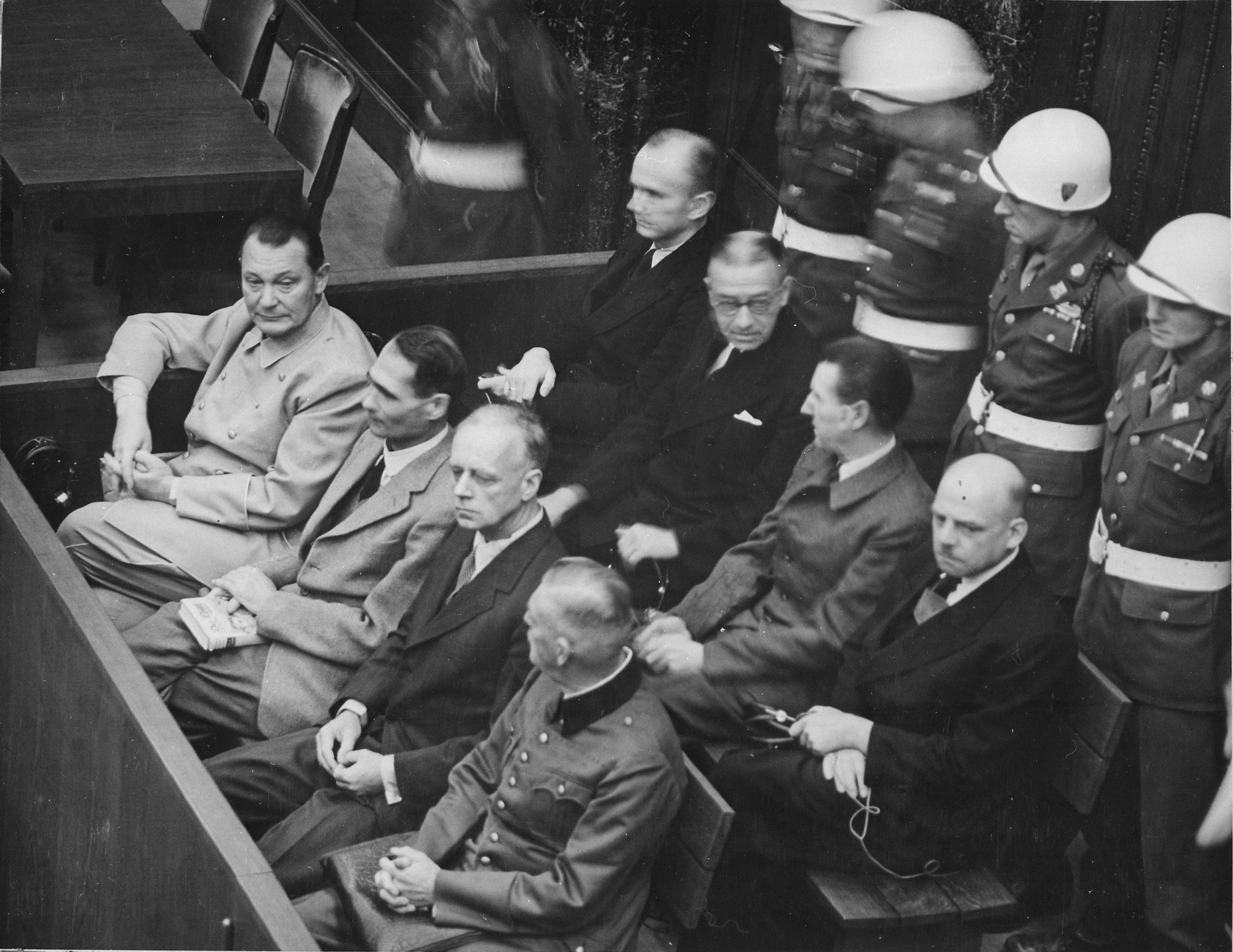
Nürnberger Prozesse: Auf der Anklagebank – Göring, Heß, von Ribbentrop, Keitel (vorne), Dönitz, Raeder, von Schirach und Sauckel (dahinter)

Unter dem Begriff Vergangenheitsbewältigung der NS-Zeit werden die juristische, politische, wissenschaftliche und gesellschaftliche Überwindung der ideologischen und materiellen Folgen der Zeit des Nationalsozialismus zusammengefasst.
Wichtigstes Kriegsziel der Anti-Hitler-Koalition war die bedingungslose Kapitulation der Wehrmacht sowie die „Befreiung der Welt vom Nationalsozialismus“.
Am Anfang der Vergangenheitsbewältigung stand die juristische Aufarbeitung, das heißt die Bestrafung von Tätern, die Rehabilitierung von Opfern und die Etablierung einer neuen Rechtsordnung mit Grundgesetz und DDR-Verfassung sowie einer Revision der nationalsozialistischen Gesetzgebung, insbesondere der Rassegesetze. Die juristische Seite wurde bald begleitet von einer historischen Erforschung der nationalsozialistischen Herrschaft mit unterschiedlichen Schwerpunkten.
Parallel versuchten insbesondere die US-Amerikaner und die Briten durch die ideologische Entnazifizierung (Reeducation) die westdeutsche Gesellschaft zu demokratisieren. Es galt, einer breiten Öffentlichkeit den menschenverachtenden Charakter des NS-Staates deutlich zu machen und ihr demokratische Wertvorstellungen nach angloamerikanischem Vorbild nahezubringen mit dem Ziel, „to stamp out the whole tradition on which the German nation has been built“ und „to look to Great Britain and to the English speaking world as their exemplar“. Mit dem Potsdamer Abkommen verdeutlichten die Hauptsiegermächte, ihre Besatzungszonen sowohl wirtschaftlich als auch ideologisch in die westliche Welt (Westintegration) bzw. den Ostblock unter Führung der Sowjetunion zu integrieren, was zur deutschen Teilung führte. Dabei blieb die Vergangenheitsbewältigung in der Bundesrepublik anders als in der DDR ein ständiger Prozess.
Die Unterschiede zwischen den drei deutschsprachigen Staaten im Umgang mit der NS-Vergangenheit beschrieb der Soziologe Mario Rainer Lepsius mit den Begriffen Internalisierung, Externalisierung und Universalisierung: In der Bundesrepublik wurde die NS-Vergangenheit nach langem Beschweigen als Teil der eigenen Geschichte anerkannt und somit internalisiert. In Österreich betrachtete man sich lange als erstes Opfer des Nationalsozialismus, der somit als externes Phänomen beschrieben wurde. Die DDR sah ihn als Faschismus an, also als Ausfluss des weltweit tätigen Kapitalismus. Daher schienen seine Wurzeln nicht nur in der deutschen Geschichte zu liegen, sondern im universalen Kampf zwischen Kapitalismus und Sozialismus, der mit naturgesetzlicher Notwendigkeit siegen werde.

### Bundesrepublik Deutschland

#### Reintegrationspolitik
Ehemalige Angehörige der NSDAP, der Wehrmacht, Flüchtlinge und Vertriebene, die sich nach Jahren der Entnazifizierung, der Internierung und des Lagerlebens sozial und wirtschaftlich deklassiert fühlten und den Untergang des Nationalsozialismus als schweren Existenz- und Sinnverlust erlebten, bildeten ein erhebliches Potential für eine Destabilisierung der neu formierten Demokratie Westdeutschlands. Die Sozialistische Reichspartei (SRP) profilierte sich als Nachfolgepartei der NSDAP, ihre Parolen fanden in diesen Bevölkerungsgruppen teilweise Zustimmung. Die bundesdeutsche Politik begegnete dieser Lage, indem sie von der Entnazifizierung zur Reintegration überging.
In der ersten Legislaturperiode der Bundesrepublik Deutschland (1949–1953) wurden wesentliche juristische Voraussetzungen zur gesellschaftlichen Reintegration von NS-Tätern geschaffen. Dem Zweiten Bundestag gehörten 129 ehemalige NSDAP-Mitglieder an. 1949 und 1954 verabschiedete der Bundestag einstimmig Amnestiegesetze. Die große Mehrheit der von deutschen Gerichten verurteilten Nationalsozialisten wurde auf diese Weise begnadigt. Die Urteile der Spruchgerichte aus der Entnazifizierung der Alliierten wurden aus dem Strafregister gestrichen. Das „131er-Gesetz“ von 1951 (nach Art. 131 Grundgesetz) regelte die Wiedereingliederung von Beamten, die 1945 von den Alliierten aus politischen Gründen entlassen worden waren, und von ehemaligen Berufssoldaten in den Öffentlichen Dienst. Auch dieses Gesetz wurde einstimmig verabschiedet. Damit wurden Mitglieder der NSDAP entlastet und amnestiert. Aufgrund des dadurch garantierten Wiedereinstellungsanspruchs konnten sie in Positionen in Politik, Justiz und Verwaltung eingestellt werden oder zurückkehren. Der Wiederaufbau rückte in den Vordergrund, sich daran aktiv zu beteiligen kompensierte das moralische Versagen in der NS-Zeit. Ein expliziter Bruch mit der NS-Vergangenheit schien nicht mehr notwendig. Nicht einmal die höchsten Ämter in Politik, Verwaltung und Justiz blieben Personen vorbehalten, deren Vergangenheit ohne Belastung aus der NS-Zeit war. Beispielhaft stehen dafür Hans Globke und Theodor Oberländer.
Forderungen nach einem Ende der Entnazifizierung und nach einer Amnestie kamen von den Parteien, in denen überdurchschnittlich viele ehemalige Nationalsozialisten Mitglieder waren, wie von der DP und der FDP, sowie den Soldatenverbänden und dem BHE. „Angeheizt von den ebenso profilierten wie populären vergangenheitspolitischen Forderungen der rechten Kleinparteien hatte eine Allparteienkoalition des Bundestages die den Deutschen nach der Kapitulation aufgezwungene individuelle Rechenschaftslegung beendet; fast alle waren jetzt entlastet und entschuldigt“. Das Bundesjustizministerium rief eine Zentrale Rechtsschutzstelle ins Leben, die von Strafverfolgung bedrohte Häftlinge im alliierten Gewahrsam unterstützte. Die westdeutsche Strafverfolgung von NS-Verbrechen wurde wenig intensiv betrieben, Bundesjustizministerium und Bundesgerichtshof untersagten die Anwendung des Kontrollratsgesetzes Nr. 10, nach dem die Nürnberger Gerichte geurteilt hatten.
Im Jahr 1951 äußerten bei einer Umfrage 40 % der Befragten die Meinung, die Nazizeit sei besser gewesen als die Neuordnung in der BRD.
Die Verschärfung des Ost-West-Konfliktes zum Kalten Krieg begünstigte den Übergang zur Integrationspolitik.
Die Wehrmacht hatte den nationalsozialistischen Vernichtungskrieg durchgeführt. Dabei kam es zu zahlreichen Verbrechen. Dies wurde auch in den Nürnberger Prozessen thematisiert, insbesondere im Nürnberger Prozess gegen die Hauptkriegsverbrecher. Dabei wurden nicht nur Einzelpersonen angeklagt, sondern auch acht Institutionen, darunter das Reichskabinett, der Generalstab und das Oberkommando der Wehrmacht (OKW). Diese drei wurden freigesprochen und damit in den Augen vieler entlastet; die anderen fünf wurden als verbrecherische Organisationen verurteilt. Im Vorfeld der Wiederbewaffnung Deutschlands wurde die ehemalige Generalität der Wehrmacht umworben und die Kommandeure nutzten die neue Lage. In der Himmeroder Denkschrift legten sie ihre Vorstellungen von den neuen deutschen Streitkräften nieder und verlangten von den Regierungen der Westmächte eine Ehrenerklärung für die Wehrmacht. Fast alle in den Nürnberger Prozessen verurteilten Verbrecher wurden vom amerikanischen Hochkommissar John Jay McCloy freigelassen, und fast alle der zum Tode Verurteilten begnadigt. Im Gewahrsam blieben nur die Gefangenen des Kriegsverbrechergefängnisses Spandau. Im Bundestags-Wahlkampf 1953 besuchte Bundeskanzler Konrad Adenauer demonstrativ das britische Kriegsverbrechergefängnis Werl.

#### Wiedergutmachungspolitik

##### Finanzielle Entschädigung
Erst nachdem Gesetze zur Straffreiheit und Reintegration der NS-Täter beschlossen waren, wandte sich der Deutsche Bundestag der Wiedergutmachung zu.
Aufgrund des mit den Westalliierten geschlossenen Überleitungsvertrags waren finanzielle Zuwendungen (Reparationen) an NS-Verfolgte zu leisten. 1956 wurde das Bundesentschädigungsgesetz rückwirkend ab 1953 beschlossen, das die Wiedergutmachung weitgehend auf deutsche Opfer (bis 1969 etwa 1 Million) begrenzte. Kommunisten, Homosexuelle, Asoziale und Sinti und Roma waren größtenteils von der Entschädigung ausgeschlossen. Ausländische Opfer wurden nur ausnahmsweise entschädigt. Das „Londoner Schuldenabkommen“ 1953 verschob deren Entschädigung „bis zur endgültigen Regelung der Reparationsfrage“. Allerdings erhielten der Staat Israel und die Jewish Claims Conference insgesamt 3,45 Mrd. DM nach dem deutsch-israelischen Wiedergutmachungsabkommen im Luxemburger Abkommen 1952. Nach diesem Modell übernahm die BRD in bilateralen Verhandlungen mit elf westeuropäischen Staaten, darunter Österreich (Kreuznacher Abkommen 1961) und der Schweiz, von 1959 bis 1964 Entschädigungen von weiteren 876 Millionen DM. Die Opfer aus Osteuropa und vor allem die Zwangsarbeiter blieben ausgeschlossen.
Im Jahr 2000 wurde die je zur Hälfte von Bundesregierung (Kabinett Schröder I) und deutschen Wirtschaftsunternehmen finanzierte Stiftung „Erinnerung, Verantwortung und Zukunft“ zur Entschädigung ehemaliger Zwangsarbeiter des NS-Regimes gegründet.
Für die Auszahlung der sog. Ghettorenten hat sich seit 2006 der Sozialrichter Jan-Robert von Renesse eingesetzt.

##### Juristische Aufarbeitung
In der Adenauer-Ära wurde zu Beginn der 1950er Jahre an der „Siegerjustiz“ scharfe Kritik geübt, die Kollektivschuldthese wurde empört zurückgewiesen (in Wahrheit hatten die Alliierten sie nie ernsthaft vertreten), der Deutsche Bundestag begann Amnestiegesetze zu erlassen, von denen auch Kriegsverbrecher profitierten. Die in der zweiten Hälfte der 1940er Jahre durch die Besatzungsmächte gefällten Urteile wegen NS- und Kriegsverbrechen wurden diskreditiert.
Um die materiellen Schäden der Opfer zu ersetzen und der geschichtlichen Verantwortung gerecht zu werden, wurde die Wiedergutmachung eine feste Größe westdeutscher Politik. Die NS-Vergangenheit wurde nach Ende des Zweiten Weltkrieges jedoch weitgehend verdrängt. Die ungesühnten NS-Verbrechen rückten erst in den angehenden fünfziger Jahren mit dem Einsetzen der Strafverfahren gegen sogenannte „Exzesstäter“, verschiedene Skandale um wiederamtierende ehemalige nationalsozialistische Funktionsträger und mehrere studentische Aktionen wie die Ausstellung Ungesühnte Nazijustiz (1959–1962) und die Ausstellung „Die Vergangenheit mahnt“ (1960–1962) ins Blickfeld der Öffentlichkeit. Große Aufmerksamkeit erregten der Prozess gegen Adolf Eichmann 1961 in Israel und der erste Frankfurter Auschwitzprozess von 1963 bis 1965. Aber im Spannungsfeld des Kalten Krieges war die strafrechtliche Vergangenheitsbewältigung bis zur Verjährungsdebatte des Bundestages umstritten. In einer Umfrage im Jahre 1965 plädierte die Hälfte der Befragten für eine sofortige Beendigung aller NS-Prozesse.
Die Aufhebung von NS-Unrechtsurteilen und die Rehabilitierung der Opfer ist ebenfalls ein Teil der Wiedergutmachung. Nach Einzelfallentscheidungen und verschiedenen Versuchen einer generellen Regelung auf Bundesebene und in einzelnen Bundesländern wurde 1998 vom Deutschen Bundestag das Gesetz zur Aufhebung nationalsozialistischer Unrechtsurteile in der Strafrechtspflege verabschiedet, mit dem zunächst die Urteile des Volksgerichtshofs und der Standgerichte aufgehoben wurden. Nach entsprechenden Gesetzesänderungen wurden 2002 die Urteile der Militärgerichte und 2009 die Urteile gegen sog. Kriegsverräter einbezogen.
Die Studie einer unabhängigen Wissenschaftlichen Kommission zur Aufarbeitung der NS-Vergangenheit des deutschen Bundesministerium der Justiz 2012–2016 ergab, dass das deutsche Justizsystem unmittelbar nach dem Krieg von Ex-Nazis übersät war, die sich gegenseitig beschützten. Der Justizminister erklärte, die Studie helfe zu erklären, warum deutsche Gerichte der Nachkriegszeit nur rund 6.650 ehemalige Nazis verurteilten, ein winziger Bruchteil der Mitglieder von Hitlers NSDAP.

#### Geschichts- und Sozialwissenschaften
Unter den Wissenschaftlern ist die Soziologin Hanna Meuter eines der wenigen Beispiele für ein frühes öffentliches Bedauern des Holocaust. Sie äußerte schon im Jahr 1948, dass von den 150 Mitgliedern (vor 1933) der Deutschen Gesellschaft für Soziologie über die Hälfte, „nicht unbeeinflußt durch die Vernichtungsverfahren der Zeit, heute nicht mehr unter uns sind“.
Der Nationalsozialismus und der Zweite Weltkrieg gehören in Deutschland zu den am häufigsten bearbeiteten Sachgebieten überhaupt. Eine Bibliographie zur NS-Forschung aus dem Jahr 2000 umfasst rund 37 000 Einträge.

#### Kunst

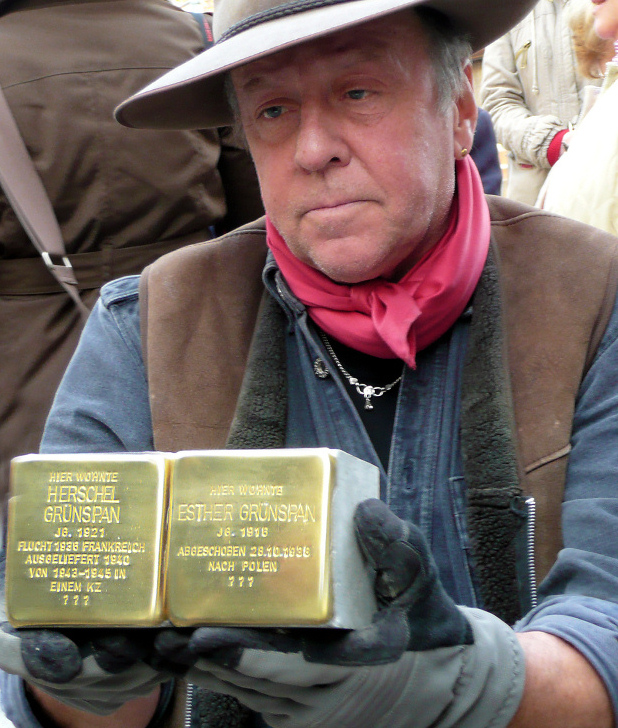
Demnig mit Stolpersteinen, 2010

Das von Gunter Demnig gegründete Kunst- und Gedenkprojekt Stolpersteine verlegt seit den 1990er Jahren vor den ehemaligen Wohnungen von Opfern des NS-Regimes in vielen europäischen Staaten Gedenksteine und dokumentiert das Leben der Opfer.

##### Film und Fernsehen
Für ein breiteres Publikum leisteten Film und Fernsehen „Vergangenheitsbewältigung“.
Spielfilme

Filmplakat Hunde, wollt ihr ewig leben, 1959

Die Filme der 1950er Jahre waren meist nur eingeschränkt kritisch. Sie transportierten häufig das Bild von der „sauberen Wehrmacht“, wobei ihre Verstrickung in den nationalsozialistischen Vernichtungskrieg ebenso abgewehrt wie die persönliche Schuld relativiert wurden. Auch die beliebten Trümmerfilme forschten nicht tiefgreifend nach Ursachen und den Tätern im Nationalsozialismus.

Frühe Spielfilme, welche die NS-Zeit thematisierten, waren Die Mörder sind unter uns von Wolfgang Staudte von 1945/46 (welcher in Westdeutschland erst 1959 zu sehen war, dann aber das Prädikat „Besonders wertvoll“ erhielt), Des Teufels General von 1955 nach dem gleichnamigen Stück von Carl Zuckmayer, der Antikriegsfilm Die Brücke von Bernhard Wicki, Hunde, wollt ihr ewig leben von Frank Wisbar 1959 und Wir Kellerkinder von 1960 nach einem Buch von Wolfgang Neuss. Die Geschichte der deutschen Vertriebenen thematisierte anhand des Untergangs der Wilhelm Gustloff 1959 Frank Wisbars Film Nacht fiel über Gotenhafen. 

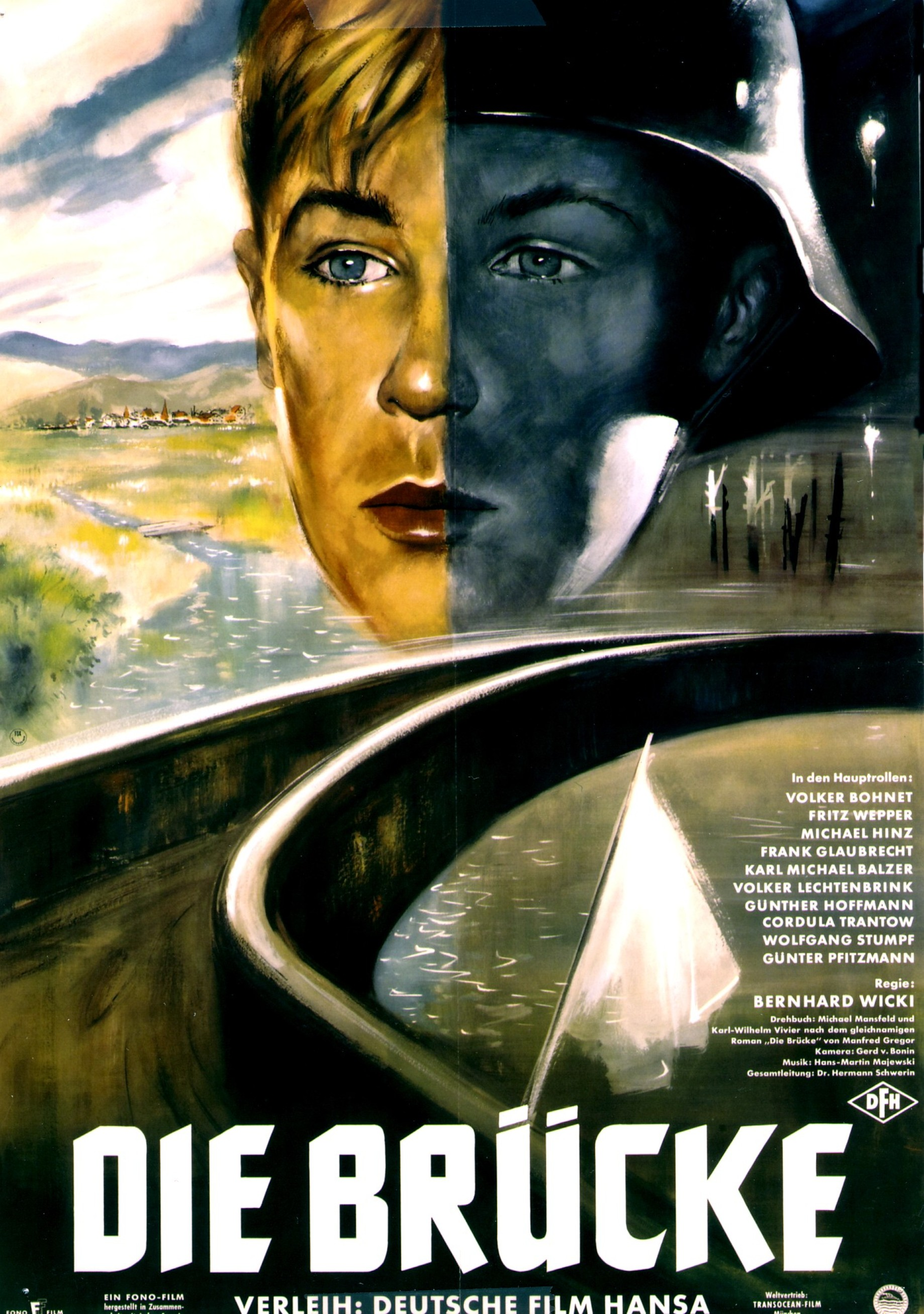
Die Brücke, das Filmplakat, 1959
Illustrator Helmuth Ellgaard

Die Aufführungsgeschichte des französischen Films Nacht und Nebel in der BRD und die massiven Interventionen der Bonner Regierung gegen Frankreich aus diesem Anlass lassen sehr deutlich die verschiedenen Fraktionen erkennen, die entweder überhaupt nicht bereit waren, oder aber in gewissem Umfang doch, sich 1956 der Menschenvernichtung in den KZs als Filmthema zu stellen.
1977 erschien Hans-Jürgen Syberbergs Sieben-Stunden-Epos Hitler – Ein Film aus Deutschland, welcher sich „der Figur über die irrationalen Schichten der deutschen Volksseele zu nähern versucht“ und „mit unzähligen Zitaten aus Literatur, Malerei, Musik und Film gespickt ist“.
1981 lief das Das Boot von Wolfgang Petersen, und 1982 beschäftigte sich Michael Verhoevens Die weiße Rose mit dem Widerstand der Geschwister Scholl. 1993 lief der Antikriegsfilm Stalingrad von Joseph Vilsmaier, der – ungeachtet von Hinweisen auf Kriegsverbrechen – noch dem Muster vom Martyrium der sympathischen und aufrichtigen deutschen Kameraden folgte. Internationale Aufmerksamkeit erreichte 2004 der Film Der Untergang von Oliver Hirschbiegel und Bernd Eichinger über Hitlers letzte Tage im Führerbunker und den Endkampf um Berlin.
Mit dem Holocaust beschäftigten sich die ersten deutschen Filme 1947 Ehe im Schatten von Kurt Maetzig und 1948 Lang ist der Weg von Herbert B. Fredersdorf. Vor allem der erste US-Film über Das Tagebuch der Anne Frank erreichte ab 1959 Millionen Zuschauer. Spätere Filme sind Aus einem deutschen Leben mit Götz George 1977, Der neunte Tag von Volker Schlöndorff 2004, Anne Frank von 2001, und Nicht alle waren Mörder von Jo Baier aus dem Jahr 2006. 1993 war der US-amerikanische Film Schindlers Liste von Steven Spielberg über den Holocaust an der Kinokasse weltweit sehr erfolgreich.
Dokumentationen und Fernsehserien
Großer Zuschauerresonanz erfreute sich die 1963 mit dem Grimme-Preis ausgestattete Fernsehreihe Das Dritte Reich des WDR von 1960/61, welche 42 bis 69 Prozent Sehbeteiligung erzielte. Der erste Fernsehspielfilm, welcher direkt den Holocaust thematisierte, war die fünfteilige ARD-Verfilmung des Romans Am grünen Strand der Spree durch den Regisseur Fritz Umgelter, der 1960 eine Sehbeteiligung von bis zu 80 Prozent erreichte. Sonst blieben vor allem massenwirksame Fernsehfilme weitgehend aus. Erst 1979 stieß die Ausstrahlung der US-Serie Holocaust – Die Geschichte der Familie Weiss, einer „emotionalisierten“ filmischen Auseinandersetzung mit der Vernichtung der europäischen Juden anhand individueller Einzelschicksale, durch die ARD auf große Resonanz und Kritik.

„Durch diese Reduktion auf individuelle Schicksale wurde für viele Zuschauer das Unfassbare überhaupt erst einmal fassbar und sowohl emotional wie auch kognitiv zugänglich.“

Hohe Einschaltquoten erhielten später populärwissenschaftliche Fernsehdokumentationen zur NS-Zeit, zum Beispiel von Guido Knopp. Die fünfteilige Dokuserie Das Erbe der Nazis, aus den Jahren 2015/16, beschäftigt sich nicht im Kern mit der NS-Zeit, sondern mit dem Prozess der Vergangenheitsbewältigung seit dem Kriegsende bis zur Gegenwart.

##### Musik
Im Bereich der modernen Musik setzten sich Arnold Schönbergs Ein Überlebender aus Warschau von 1947, Karlheinz Stockhausens Gesang der Jünglinge von 1956, die 1961 entstandene, von Paul Dessau angeregte deutsch-deutsche Gemeinschaftskomposition Jüdische Chronik von Boris Blacher, Karl Amadeus Hartmann, Hans Werner Henze und Rudolf Wagner-Régeny nach einem Text von Jens Gerlach, sowie Heinz Holligers Komposition Psalm nach dem gleichnamigen Gedicht von Paul Celan mit dem Holocaust auseinander.

#### Religionen

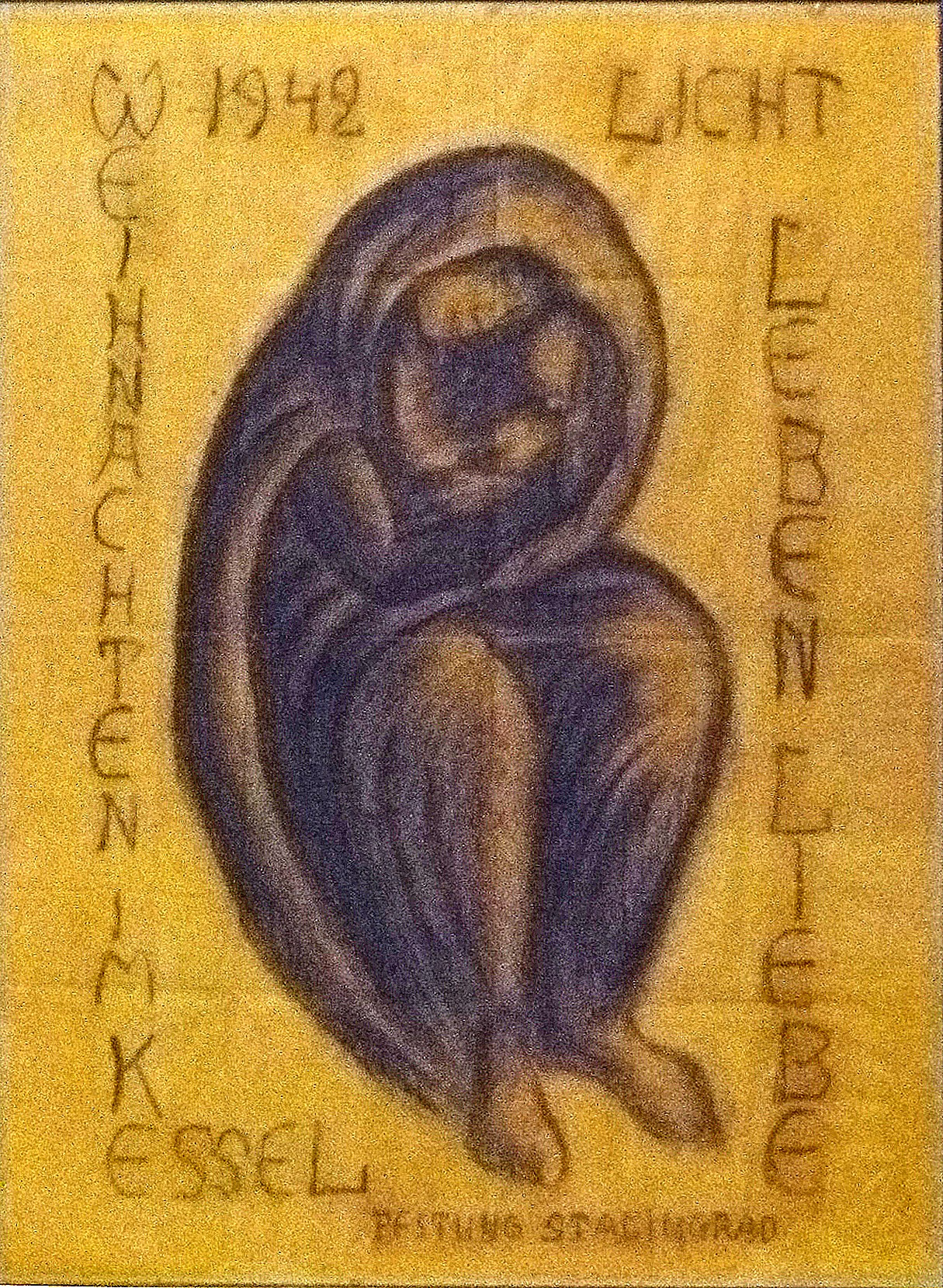
Stalingradmadonna, Kaiser-Wilhelm-Gedächtniskirche, Berlin

Nach 1945 thematisierten die christlichen Kirchen sowohl ihr Verhältnis zum nationalsozialistischen Staat während des Kirchenkampfs und den im Zweiten Weltkrieg begangenen Kriegsverbrechen als auch ihr theologisches Verhältnis zum Judentum. Hinzu kam eine Organisationsreform mit Gründung der Evangelischen Kirche in Deutschland (EKD).
Die Leidensgeschichte der deutschen Soldaten wurde christlich aufgeladen und ihrem Opfer ein christlich überhöhter Sinn gegeben, indem die Toten an den Frieden gemahnen. Zur christlich überhöhten Ikone – auch der unkritischen Darstellung des Opfergangs der 6. Armee in Stalingrad – wurde die Stalingradmadonna von Kurt Reuber, die in der Nachkriegszeit weite Verbreitung in Westdeutschland fand.
1949 wurde der Deutsche Koordinierungsrat der Gesellschaften für Christlich-Jüdische Zusammenarbeit gegründet, der seit 1952 jährlich im März die Woche der Brüderlichkeit veranstaltet und seit 1968 die Buber-Rosenzweig-Medaille vergibt.
Die Laienorganisationen Pax Christi und Aktion Sühnezeichen Friedensdienste bemühen sich ebenfalls um einen interreligiösen Dialog, aber auch eine internationale Aussöhnung, vor allem mit Frankreich und Polen.

#### Schlussstrich und Gedenken

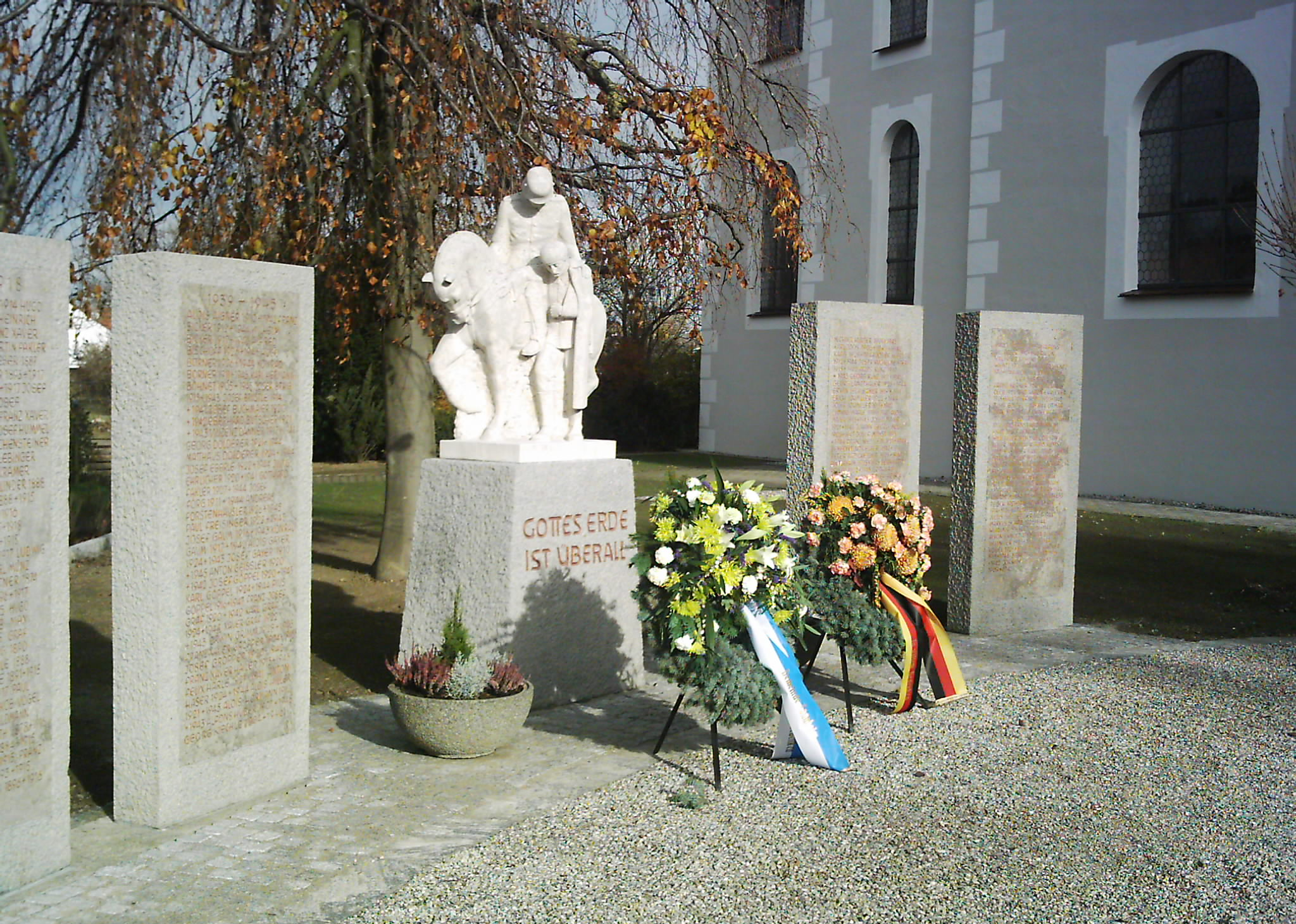
Kriegerdenkmal für die Gefallenen der beiden Weltkriege

Die Strafverfolgung der 1980er und 1990er Jahre vollzog sich in einem anderen gesellschaftspolitischen Klima, in dem die Bereitschaft dazu deutlich gestiegen war. In einer Meinungsumfrage vom Mai 2005 sprachen sich 41 % der Befragten dafür aus, einen Schlussstrich unter die Beschäftigung mit der NS-Zeit zu setzen; für eine weitere Aufarbeitung stimmten 51 %. Derartige Schlussstrichdebatten stehen seit etwa 1948 immer wieder als Gegenpol zu einer Fortsetzung der Vergangenheitsbewältigung.
Trotzdem hat sich in der Bundesrepublik wie auch in Österreich eine breite öffentliche Erinnerungskultur entwickelt, sowohl im Rahmen der politischen wie staatlichen Auseinandersetzung mit der eigenen Geschichte als auch in Bezug auf eine Vielzahl privater Initiativen. Hieran trägt auch die hohe Zahl von Gedenkstätten einen wichtigen Anteil.
Seit 1993 wird am Volkstrauertag vor der Neuen Wache in Berlin der Opfer von Krieg und Gewaltherrschaft gedacht. Als Tag des Gedenkens an die Opfer des Nationalsozialismus ist der 27. Januar in Deutschland seit 1996 ein bundesweiter, gesetzlicher Gedenktag. Des Attentats vom 20. Juli 1944 auf Adolf Hitler wird mit Ansprachen, Kranzniederlegungen und Gedenkfeiern seit 1952 gedacht. Es findet außerdem ein Feierliches Gelöbnis angehender Bundeswehrsoldaten statt.
Ein Element der offiziellen Erinnerungskultur sind auch politische Reden und Gesten anlässlich bestimmter Jahrestage oder Staatsbesuche. Richard von Weizsäcker hielt am 8. Mai 1985 zum 40. Jahrestag der Beendigung des Krieges in Europa und der nationalsozialistischen Gewaltherrschaft eine vielbeachtete Rede. Aufsehen erregte auch der Kniefall von Willy Brandt am Ehrenmal für die Toten des Warschauer Ghettos. Zum eigenen Opferbild trugen lokale Gedenkfeiern zu den Städtebombardierungen und die Wiedereinführung des Volkstrauertages (an Stelle des nationalsozialistischen Heldengedenktages) 1952 bei. Bei Staatsbesuchen im europäischen Ausland wurden Zeremonien an Kriegsgräberstätten und weniger Besuche an Orten deutscher Massaker prägend. Gesten der Aussöhnung wie 1985 der umstrittene Besuch von Bundeskanzler Helmut Kohl und dem amerikanischen Präsidenten Ronald Reagan mit Kranzniederlegung am Soldatenfriedhof Bitburg betonten das Leid der eigenen Bevölkerung. Als große Gefahr einer staatlichen Erinnerungskultur wird gesehen, dass sie in äußerlichen Riten und leeren Formeln erstarren könne.

#### Kritik und Anerkennung im Hinblick auf Formen der Vergangenheitsbewältigung
Kritik an Formen der anhaltenden Vergangenheitsbewältigung kommt von verschiedener Seite. So kritisiert der Politologe Eckhard Jesse 1990 die damalige Form der Vergangenheitsbewältigung:

„Findet die selbstquälerische Form der Vergangenheitsbewältigung kein Ende, so bedeutet das eine nachhaltige Hypothek für die politische Kultur in der Bundesrepublik – unter Umständen mit Konsequenzen, die nicht im Interesse der ‚Bewältiger‘ sein dürften.“

Der Schriftsteller Martin Walser kritisierte 1998 die Permanenz medialer Vergangenheitsbewältigung:

„Wenn mir aber jeden Tag in den Medien diese Vergangenheit vorgehalten wird, merke ich, daß sich in mir etwas gegen diese Dauerpräsentation unserer Schande wehrt. Anstatt dankbar zu sein für die unaufhörliche Präsentation unserer Schande, fange ich an wegzuschauen.“

Der Philosoph Hermann Lübbe prägte 2007 das Wort vom „deutschen Sündenstolz“: „Den Holocaust soll uns erst einmal einer nachmachen! Seine Bewältigung auch!“ Damit kritisierte Lübbe einen moralischen Stolz, der aus der Bewältigung der Vergangenheit gezogen wird. Henryk M. Broder schloss wiederholt daran an.
Als ausufernd wahrgenommene Vergangenheitsbewältigung wird von Rechten als „Schuldkult“ und „Nationalmasochismus“ abgelehnt. Die von der Neuen Rechten vorgebrachte Kritik an der Vergangenheitsbewältigung bezieht sich primär auf drei Punkte:
- Die Vergangenheitsbewältigung sei von einem ursprünglich legitimen Anliegen zu einer Farce und einem moralischen Totschlagargument („Auschwitzkeule“) in der politischen Debatte verkommen.
- Sie sei von Anfang an asymmetrisch angelegt gewesen, da eine Vergangenheitsbewältigung anderer Völker von Anfang an nicht vorgesehen sei.
- Sie sei von den Siegern des Krieges als Mittel der Umerziehung (reeducation) benutzt worden und arbeite deshalb mit einer teilweise manipulierten Vorstellung vom nationalsozialistischen Deutschland.

Die Philosophin Susan Neiman urteilt in Anlehnung an Tzvetan Todorov: „Deutsche, die von der Singularität des Holocaust sprechen, übernehmen Verantwortung; Deutsche, die von seiner Universalität sprechen, suchen Entlastung.“ Neiman selbst sieht in der deutschen Vergangenheitsaufarbeitung eine neuartige zivilisatorische Leistung, die sie als work in progress begreift: „Es ist eine Aufgabe, an der kontinuierlich gearbeitet werden muss, gerade weil es keine narrensichere Schutzimpfung gegen Rassismus und Reaktion gibt. Während die AfD Jahrzehnte der Bemühungen, die Nazi-Vergangenheit aufzuarbeiten, als beschämend denunziert, ist es uns anderen aufgegeben, darauf zu bestehen, dass Scham der erste und notwendige Schritt zu einem demokratischen Selbstbewusstsein einer Nation ist.“ Als perspektivische Wende bezüglich der Wahrnehmung der NS-Vergangenheit in Deutschland erscheint Neiman die Rede des Bundespräsidenten Richard von Weizsäcker anlässlich des 40. Jahrestags der Beendigung des Zweiten Weltkriegs am 8. Mai 1985: „Der Zusammenbruch, wie es vorher in der Bundesrepublik hieß, war Gegenstand der Trauer gewesen; nach der Rede war er eine Rettung, die gefeiert werden konnte.“

### Deutsche Demokratische Republik

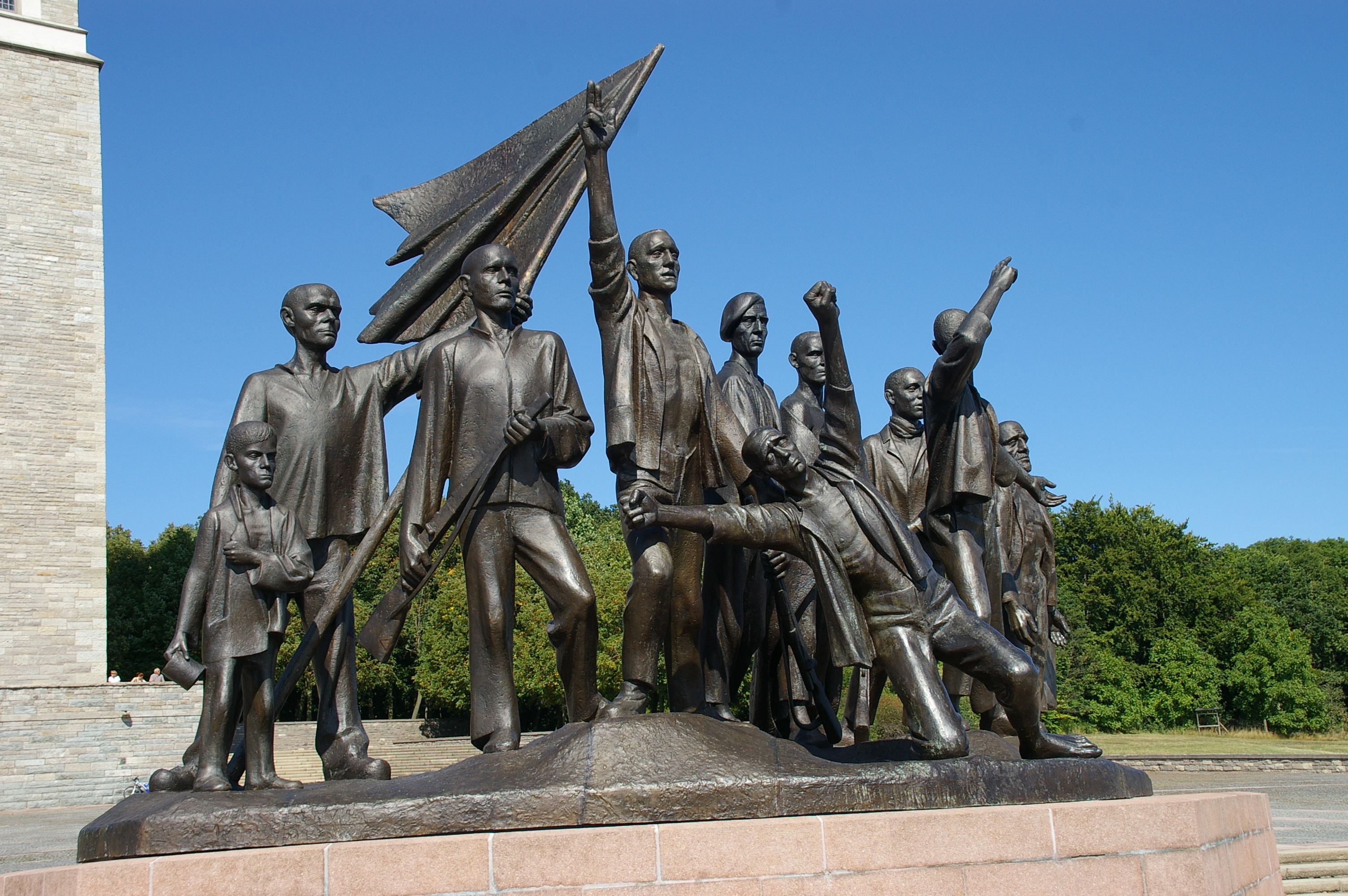
Die Figurengruppe von Fritz Cremer aus dem Jahr 1958 stellt den Widerstand der Häftlinge im ehemaligen Konzentrationslager Buchenwald dar

#### Staatliche Erinnerungskultur bis 1990

##### Ideologisches Selbstverständnis
Im Kalten Krieg diente das erklärte antifaschistische Geschichtsbild vor allem zur Begründung der nationalen Identität der DDR und zur ideologischen Abgrenzung gegenüber Westdeutschland. Vor diesem Hintergrund fand beispielsweise 1963 vor dem Obersten Gericht der DDR der Prozess gegen den damaligen Staatsminister im Bundeskanzleramt und Vertrauten von Konrad Adenauer, Hans Globke statt, 1966 der „Auschwitz-Prozess“ gegen Horst Fischer oder die Herausgabe des Braunbuchs Kriegs- und Naziverbrecher in der Bundesrepublik.
Einen kritischen Diskurs über die Rolle ehemaliger Nazis und Kriegsverbrecher gab es in der DDR-Nachkriegszeit nicht. Offizielle Staatsdoktrin war die Dimitroff-These: Faschismus sei „die offene, terroristische Diktatur der reaktionärsten, chauvinistischsten, am meisten imperialistischen Elemente des Finanzkapitals“. Da die Macht des „Finanzkapitals“ in der DDR gebrochen sei, sei dem Faschismus in der DDR die Basis entzogen. Diesem Bild des offiziellen Antifaschismus entsprach jedoch weder die Übernahme ehemaliger NS-Größen in das Herrschaftssystem noch der manifeste Rechtsextremismus in der DDR vor dem Mauerfall. Die DDR-Zensur unterband jede Berichterstattung über diese Themen. Selbst wenn beispielsweise der ehemalige Wehrmachtsgeneral Arno von Lenski eine Berichterstattung im Westen erreichte, wurde das Thema in der DDR konsequent verschwiegen. Die fehlende öffentliche Auseinandersetzung mit der NS-Vergangenheit der DDR wird in der politischen Debatte manchmal als Ursache dafür genannt, dass rechtsextreme Ansichten und Parteien in den neuen Bundesländern bis heute deutlich stärker vertreten sind als in den alten.

##### Juristische Aufarbeitung
Die Verfolgung von Kriegsverbrechern in den NS-Prozessen der Sowjetischen Besatzungszone (SBZ) und der frühen DDR wird insbesondere im Hinblick auf eine Einflussnahme durch das Ministerium für Staatssicherheit kontrovers diskutiert.
Nach einer Periode der Entnazifizierung unmittelbar nach Kriegsende mit Entlassungen von Richtern, Lehrern und Verwaltungsangestellten, der Enteignung von „Nazis und Kriegsverbrechern“ und den Waldheimer Prozessen 1950 ging die DDR auf Drängen der sowjetischen Besatzungsmacht dazu über, eine Politik der innenpolitischen Stabilisierung auch gegenüber ehemaligen NSDAP-Mitgliedern, der aus der Kriegsgefangenschaft heimgekehrten Soldaten und Offiziere der Wehrmacht sowie den Flüchtlingen und Vertriebenen einzuleiten. Eine Aufarbeitung der NS-Vergangenheit fand in der DDR nicht statt.
Von dem Gesetz über die Gewährung von Straffreiheit vom 11. November 1949 waren zwar Personen ausgenommen, die nach der Kontrollratsdirektive Nr. 38 wegen Propaganda für den Nationalsozialismus oder Militarismus den Frieden gefährdet hatten oder wegen Boykotthetze nach Art. 6 Abs. 2 der Verfassung der Deutschen Demokratischen Republik bestraft worden waren. Die Provisorische Volkskammer beschloss im November 1949 jedoch auch das Gesetz über den Erlaß von Sühnemaßnahmen für ehemalige Anhänger der Nazipartei und Offiziere der Wehrmacht, mit dem Personen, die wegen ihrer Betätigung im Sinne des Nationalsozialismus und Militarismus bisher Beschränkungen in ihrem gesellschaftlichen und beruflichen Leben unterlegen hatten, die staatsbürgerlichen Rechte gewährt wurden wie das aktive und passive Wahlrecht sowie das Recht, im öffentlichen Dienst, in allen Betrieben, in Handwerk, Handel und Gewerbe, in den freien Berufen sowie in den demokratischen Organisationen tätig zu sein. Ausgenommen hiervon war nur die Betätigung in der inneren Verwaltung und der Justiz. Durch ein weiteres Gesetz vom 2. Oktober 1952 wurden ehemaligen Wehrmachtsoffizieren und NSDAP-Mitgliedern dann die vollen staatsbürgerlichen Rechte zugesprochen. Mit der NDPD war im Mai 1948 eine Blockpartei geschaffen worden, um diese Personengruppe auch in das neue Herrschaftssystem der SED einzubinden. Viele Täter des Nationalsozialismus erlangten in der Folge hohe Funktionen und Ämter.
Bis September 1949 wurden in der sowjetischen Besatzungszone 1485 NS-Unrechtsurteile aufgrund des SMAD-Befehls Nr. 228 vom 30. Juli 1946 aufgehoben. Die DDR erließ keine entsprechende gesetzliche Regelung und hob keine weiteren NS-Urteile auf.

##### Wiedergutmachung
In der weiteren Erinnerungskultur der offiziell antifaschistischen SED wurde zwischen Verfolgten des Faschismus und den Kämpfern gegen den Faschismus unterschieden, denen in unterschiedlicher Höhe eine Wiedergutmachung in Form von Ehren- und Hinterbliebenenpensionen gewährt wurde. Unter den Kämpfern gegen den Faschismus waren die kommunistischen Widerstandskämpfer die bedeutendste Gruppe. Die jüdischen Gemeinden, die Euthanasie-Opfer, die Sinti und Roma, die „Asozialen“, die Homosexuellen und andere Opfergruppen waren im öffentlichen Gedächtnis kaum präsent. Die Vereinigung der Verfolgten des Naziregimes war 1953 in das Komitee der Antifaschistischen Widerstandskämpfer überführt worden. Eine Entschädigung für die Arisierung jüdischen Vermögens wurde mit dem von der Volkskammer im August 1990 beschlossenen Gesetz zur Regelung offener Vermögensfragen (VermG) geregelt, das in seinen vermögensrechtlichen Bestimmungen auf verfolgungsbedingte Vermögensverluste entsprechend anwendbar ist (§ 1 Abs. 6 VermG) und „dokumentiert, dass die sich durch die Wiedervereinigung bietende Gelegenheit zur abschließenden Generalbereinigung dieses Problems genutzt werden sollte“.
Der Sitz der Firma J. A. Topf & Söhne in Erfurt, die die Öfen und Gaskammern im KZ Auschwitz errichtet hatte, wurde in der DDR-Propaganda verschwiegen und nach Frankfurt am Main, wo einer der Topfs nach dem Zweiten Weltkrieg einen Neuanfang versucht hatte, verlegt. Es dürfte jedoch fast jedem Erfurter der wahre Firmensitz und die einschlägige Geschäftstätigkeit in Auschwitz bekannt gewesen sein. Der mittelständische Betrieb wird in Bruno Baums Buch „Widerstand in Auschwitz“ in der Version von 1962 zum „Konzern“ befördert und in eine Reihe mit Siemens und der I.G. Farben gestellt, um den „staatsmonopolistischen Kapitalismus“ als Nutznießer des Nationalsozialismus in der Bundesrepublik Deutschland anzuprangern. In der Nachkriegszeit rückten etliche Topf-Mitarbeiter – darunter auch Reisekader, die in Auschwitz an Gaskammer und Krematorium gearbeitet hatten – in Erfurt in höhere Stellen im SED- und im Polizei-Apparat auf.

#### Wissenschaftliche Untersuchung seit 1990
Im Oktober 1990 hat das Bundesarchiv die Erschließung des „NS-Archivs“ des Ministeriums für Staatssicherheit der DDR (sog. Z-Material) übernommen.
In die aktuelle Forschung und den weiteren Forschungsbedarf zur Aufarbeitung der frühen Nachkriegsgeschichte in Bezug auf die NS-Vergangenheit sind neben den Bundesministerien und Behörden der Bundesrepublik Deutschland auch die Ministerien und Behörden der ehemaligen DDR einbezogen. Das betrifft etwa das Ministerium des Innern, das Ministerium für Nationale Verteidigung oder das Ministerium für Staatssicherheit, aber auch die Volkskammer und das ZK der SED.

#### Künstlerische Rezeption
Anna Seghers hat bereits 1943 den Roman Das siebte Kreuz und 1949 Die Toten bleiben jung sowie Bruno Apitz 1958 Nackt unter Wölfen geschrieben, die für den sozialistischen Realismus stehen. Auch in der BRD würdigend zur Kenntnis genommen wurde Kindheitsmuster (1976) von Christa Wolf sowie (Bronsteins Kinder) von Jurek Becker und von Franz Fühmann (Kameraden, Das Judenauto).
In Filmen wie Ehe im Schatten (1947), Sterne (1959), Die Abenteuer des Werner Holt (1965), Die Bilder des Zeugen Schattmann (1972) oder Jakob der Lügner (1974) nach dem gleichnamigen Roman von Jurek Becker setzte sich die DEFA mit der NS-Vergangenheit auseinander.

### Republik Österreich

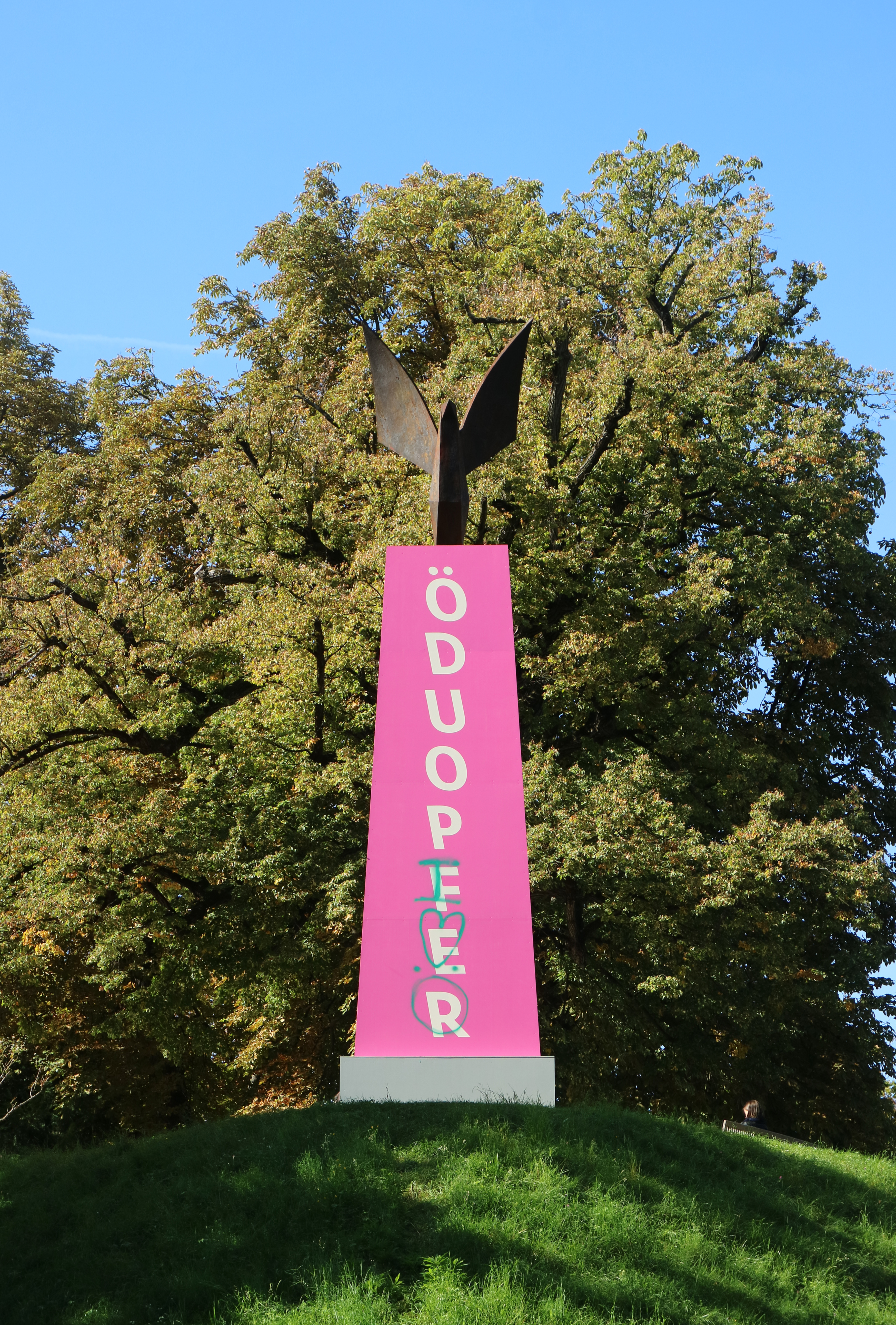
Monumyth, Graz 2019
„Ö du Opfer“

Die provisorische Staatsregierung erließ am 8. Mai 1945 das Verbotsgesetz, mit dem die NSDAP und alle mit ihr zusammenhängenden Organisationen aufgelöst und verboten wurden.
Im Nachkriegsösterreich wurden NS-Verbrechen bis 1955 von Volksgerichten, benannt in Anlehnung und Kontrast zu den NS-Volksgerichtshöfen, aus 3 Laienrichtern und 2 Berufsrichtern nach der österreichischen Strafprozeßordnung, aber mit außer Kraft gesetzten Rechtsmitteln, verfolgt. Diese fällten 13607 Schuldsprüche, darunter 43 Todesurteile, von denen 30 vollstreckt wurden.
In den Jahren unmittelbar nach dem Zweiten Weltkrieg wurden NS-Verbrechen noch streng verfolgt. Nach der Zulassung der minderbelasteten Mitläufer zur Nationalratswahl im Oktober 1949 wurde diese Gruppe (rund 500.000) zu potentiellen Wählern, um deren Stimme sich Politiker und Parteien bemühten.
Unter den Österreichern, sowohl der Bevölkerung wie auch der Politik, war nach 1945 und bis weit in die folgenden Jahrzehnte hinein die Opferthese verbreitet, wonach Österreich wie in der Moskauer Deklaration 1943 formuliert das „erste Opfer Hitlers“ gewesen sei. Der überwiegende Teil der Bevölkerung rechtfertigte sich später damit, es sei ihm beim Anschluss Österreichs „nichts anderes übrig geblieben“. Eine Folge dieser Haltung ist wohl die bis heute nur sehr schleppend durchgeführte Restitution geraubten Vermögens.
Kanzler Franz Vranitzkys Rede vor dem Nationalrat am 8. Juli 1991 gilt als bemerkenswert. Darin bekannte er die Mitschuld der Österreicher am Zweiten Weltkrieg und dessen Folgen:

„Es gibt eine Mitverantwortung für das Leid, das zwar nicht Österreich als Staat, wohl aber Bürger dieses Landes über andere Menschen und Völker gebracht haben.“

„Wir bekennen uns zu allen Taten unserer Geschichte und zu den Taten aller Teile unseres Volkes, zu den guten wie zu den bösen; und so wie wir die guten für uns in Anspruch nehmen, haben wir uns für die bösen zu entschuldigen – bei den Überlebenden und bei den Nachkommen der Toten.“

Zu den prominentesten Kritikern des österreichischen Selbstverständnisses zählte der Autor Thomas Bernhard (1931–1989). Sein Drama Heldenplatz wurde am 4. November 1988 am Wiener Burgtheater aufgeführt und löste einen der größten Theaterskandale in der Geschichte Österreichs aus.

## Aufarbeitung der SED-Diktatur

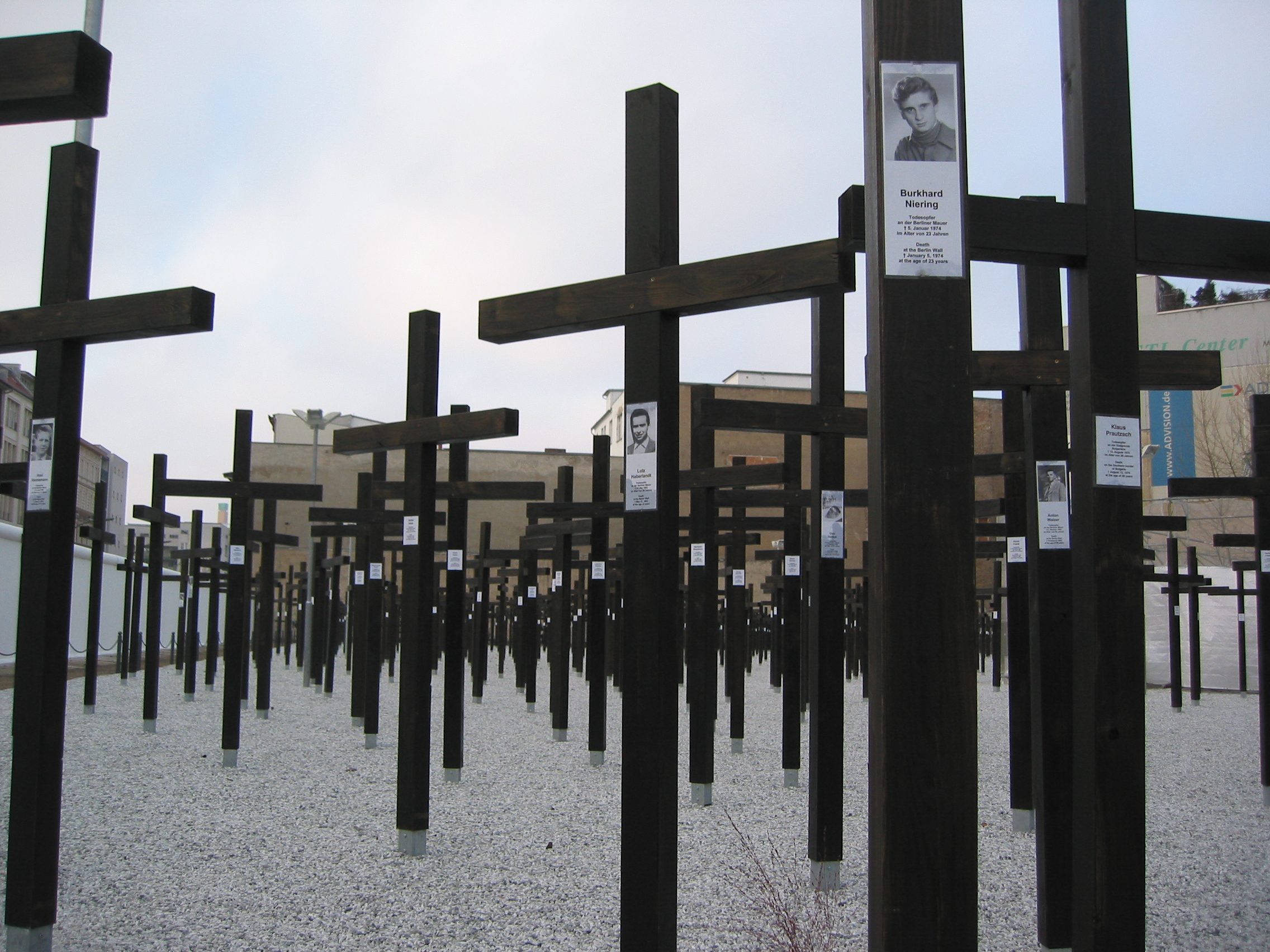
Freiheitsmahnmal am Berliner Checkpoint Charlie (November 2004 bis Juli 2005)

Als Aufarbeitung der SED-Diktatur wird die Aufarbeitung der Vergangenheit der DDR bezeichnet. Ziel ist es, den „menschenverachtenden Charakter“ der „kommunistischen Diktatur“ in der SBZ/DDR zu vermitteln und zugleich einer „Verklärung und Verharmlosung der SED-Diktatur und jeder ‚Ostalgie‘ entschieden entgegenzuwirken“. In den Jahren 1992 und 1995 richtete der Deutsche Bundestag jeweils eine Enquete-Kommission für die Aufarbeitung der SED-Diktatur ein.

### Sabrow-Kommission
Die rot-grüne Regierung setzte Mitte 2005 eine Expertenkommission zur Schaffung eines Geschichtsverbunds ›Aufarbeitung der SED-Diktatur‹ ein, die am 15. Mai 2006 ihre Empfehlungen vorgelegte. Die Sabrow-Kommission unter dem Vorsitz des Potsdamer Zeithistorikers Martin Sabrow sollte ein Konzept „für einen dezentral organisierten Geschichtsverbund zur Aufarbeitung der SED-Diktatur“ unter Einbeziehung aller Einrichtungen „mit gesamtstaatlicher Bedeutung“ erarbeiten. Ziel dabei war eine stärkere arbeitsteilige Profilierung, Professionalisierung und bessere Vernetzung. Im Juni 2006 legte die Kommission ihre Empfehlungen vor. Für Kommissionsleiter Sabrow, ging es darum, die „Widersprüchlichkeit der DDR-Gesellschaft“ in die Forschung einzubeziehen: „Gerade um einer ‚ostalgischen‘ Alltagsverklärung entgegenzutreten, benötigt die Erinnerungslandschaft Orte, an denen Regimecharakter und Lebenswelt zusammenkommen und die tagtägliche Anpassung, Auflehnung, Begeisterung und Gleichgültigkeit fassbar werden“. Vor allem wegen dieser Hinwendung zum Alltag in der DDR ist der Bericht der so genannten Sabrow-Kommission umstritten. Für die Bürgerrechtlerin Freya Klier berücksichtigten die Empfehlungen der Kommission die Bedrohungen, die von wiedererstarkten alten SED-Kadern ausgingen, zu wenig. Hubertus Knabe sprach von einer „Verharmlosung des DDR-Bildes“ und einem drohenden „zentralistischen Aufarbeitungskombinat“. Andere kritisierten Sabrow als einen „Weichzeichner der SED-Diktatur“.

### Juristische Aufarbeitung
Die Einschätzungen zur strafrechtlichen Aufarbeitung von DDR-Unrecht gehen stark auseinander. Während manche der Meinung sind, dass hiermit ohne ausreichende Rechtsgrundlage eine verkappte politische Abrechnung und letztendlich „Siegerjustiz“ betrieben wurde, lasten andere der Justiz an, nur halbherzig gegen Systemtäter vorgegangen zu sein, damit den Opfern des Systems Genugtuung verweigert und gegenüber den Haupttätern viel zu milde Strafen verhängt zu haben. Die dabei auftretenden juristischen Schwierigkeiten sind teilweise mit der nach 1945 aufgetretenen Problematik in Bezug auf das NS-Unrecht vergleichbar.
Nach Art. 8 Einigungsvertrag wurde mit dem Beitritt der DDR das Strafrecht der Bundesrepublik für Gesamtdeutschland verbindlich. Auf vorher in der DDR begangene Straftaten ist nach Art. 315 Abs. 1 des Einführungsgesetz zum Strafgesetzbuch (EGStGB) § 2 des StGB anzuwenden, woraus sich ergibt, dass die Tat nach beiden Rechtsordnungen strafbar sein muss und bei der Ahndung das mildere Recht anzuwenden ist (Meistbegünstigungsprinzip). Eine ausschließliche Beurteilung nach bundesdeutschem Recht wäre mit dem grundgesetzlichen Rückwirkungsverbot nicht vereinbar gewesen. Außerdem muss, um eine Verletzung des Rückwirkungsverbots auszuschließen, geprüft werden, ob der Straftatbestand nicht nur formell, sondern auch materiell an das zur Tatzeit im DDR-Strafrecht geregelte Unrecht anknüpft. Der dritte Schritt bereitet dabei in Hinblick auf Delikte mit Bezug auf staatlich-politische Einrichtungen große Schwierigkeiten.
Die Voraussetzungen der Verjährung von DDR-Unrecht sind in Rechtsprechung und Literatur noch nicht vollständig geklärt. Wichtige Grundsätze ergeben sich aus Art. 315a EGStGB und drei zusätzlichen Verjährungsgesetzen. Demnach gilt der 3. Oktober 1990 als Verjährungsunterbrechung. Wichtig und im Detail schwierig zu entscheiden ist die Frage, welche Taten zum Beitrittszeitpunkt bereits als verjährt anzusehen sind. Für Straftaten, die aus politischem Interesse damals nicht verfolgt wurden, bleibt die Zeit vom 11. Oktober 1949 bis 2. Oktober 1990 für die Verjährung außer Ansatz.
Die juristisch aufzuarbeitenden Delikte lassen sich dabei wie folgt gruppieren:
- Gewalttaten an der innerdeutschen Grenze

Bei mehr als 3000 Ermittlungsverfahren kam es (Stand 2002) zu 457 Anklagen und 230 Verurteilungen von Personen. Die Rechtsprechung suchte gleichermaßen die für den Schießbefehl verantwortlichen als auch den Ausführenden den Prozess zu machen. Die Billigung des Schießbefehls war eine der Hauptanklagepunkte gegen Erich Honecker, General Heinz Keßler, Egon Krenz und Günter Schabowski. Die Frage, ob die Ausführung des Schießbefehls nach übergeordnetem Recht generell ungesetzlich war, ist umstritten, wurde jedoch vom Bundesgerichtshof unter Empfehlung eines leichten Strafmaßes prinzipiell bejaht. In Fällen, in denen DDR-Rechtsnormen verletzt, sofort ohne Vorwarnung tödliche Schüsse (anstatt zuerst auf die Beine) abgegeben worden waren oder das Opfer hilflos verbluten musste, waren die Urteile eindeutiger. 1992 wurde einer von vier Angeklagten im Fall Chris Gueffroy zu zwei Jahren auf Bewährung verurteilt. Zwei Soldaten erhielten im Fall Horst-Michael Schmidt 18 bzw. 21 Monate Haft auf Bewährung.
- Wahlfälschung
- Rechtsbeugung
- Denunziationen
- innerstaatliche Tätigkeiten des MfS
- Misshandlungen in Haftanstalten
- staatlich organisiertes Doping
- Amtsmissbrauch und Korruption
- sonstige Wirtschaftsstraftaten
- Spionage

Eine weitere Komponente der juristischen Aufarbeitung stellen Enteignungen dar, die bundesdeutsche Staatsangehörige in der Zeit von 1949 bis 1990 an ihren infolge der deutschen Teilung in der DDR gelegenen Grundstücken erlitten hatten (sog. offene Vermögensfragen). Zuständig ist das Bundesamt für zentrale Dienste und offene Vermögensfragen.
Das strafrechtliche Rehabilitierungsgesetz von 1992 regelt die Wiedergutmachung für strafrechtliches Unrecht und rechtsstaatswidrige Freiheitsentziehungen in der Sowjetischen Besatzungszone (SBZ) und in der DDR sowie in Ost-Berlin zwischen dem 8. Mai 1945 und 2. Oktober 1990.

### Behörden, Kommissionen und Stiftungen

Logo der Bundesstiftung zur Aufarbeitung der SED-Diktatur: Flagge der DDR mit ausgeschnittenem Wappen

Durch das Stasi-Unterlagen-Gesetz von 1991 und die damit verbundene Aktenöffnung sowie die Gründung der Behörde des Bundesbeauftragten für die Unterlagen des Staatssicherheitsdienstes der DDR (auch Gauck-Behörde genannt) wurde eine wissenschaftliche, publizistische und individuelle Aufarbeitung der DDR-Vergangenheit ermöglicht. Mittels § 38 StUG wurde zudem die Errichtung von Landesbeauftragten für die Unterlagen des Staatssicherheitsdienstes der ehemaligen Deutschen Demokratischen Republik in den Ländern Berlin, Brandenburg, Mecklenburg-Vorpommern, Sachsen, Sachsen-Anhalt und Thüringen ermöglicht, welche unterdessen – nach Umbenennungen – als sechs Landesbeauftragte zur Aufarbeitung der SED-Diktatur und der Folgen der kommunistischen Diktatur tätig sind, eigenständige Behörden der ostdeutschen Länder, die von der Auflösung 2021 des BStU nicht betroffen sind.
Die Enttarnung vieler Inoffizieller Mitarbeiter (IMs) des Ministeriums für Staatssicherheit aufgrund der Akten der Gauck-Behörde sorgte seitdem immer wieder für scharfe politische und gesellschaftliche Auseinandersetzungen über die Rolle und das sinnvolle Ausmaß der Vergangenheitsbewältigung in Bezug auf die DDR-Diktatur sowie Rücktritte ehemaliger IMs aus politisch-gesellschaftlichen Ämtern und Funktionen. Dabei sind immer wieder Versuche seitens der Betroffenen zu verzeichnen, diese Aufklärungsarbeit zu behindern. So äußerte sich die Bundesbeauftragte für die Stasi-Unterlagen, Marianne Birthler, im Jahr 2008 wie folgt:

„Inoffizielle oder hauptamtliche Stasi-Mitarbeiter versuchen mithilfe der Gerichte zu verhindern, dass ihre Rolle als Werkzeug der SED-Diktatur öffentlich benannt wird. Die Aktivitäten früherer Stasi-Leute richteten sich vor allem gegen kleinere Vereine, die weder Kraft noch Mittel für einen langen Rechtsstreit durch alle Instanzen hätten. Das sind Einschüchterungsversuche.“

Um eine breite und differenzierte demokratische Aufarbeitung auch längerfristig zu garantieren, wurden zwei Enquete-Kommissionen eingerichtet. Diese befassen sich auf politischer Ebene mit einem breiten Spektrum der DDR-Vergangenheit. Später wurde zusätzlich die Bundesstiftung zur Aufarbeitung der SED-Diktatur eingerichtet, welche entsprechende Forschung und Projekte unterstützt. Die Gedenkstättenkonzeption des Bundes von 1999 definierte Standards bundesdeutschen Gedenkens an beide deutschen Diktaturen und regelt die Verantwortung von Bund und Ländern für erinnerungskulturelle Einrichtungen. Das Deutsche Jugendinstitut untersuchte 2013 Projekte der DDR-Gedenkstättenarbeit und kam zu dem Schluss, dass dort die „offenbar weitreichend einseitige Materialauswahl“ und die „Pauschalität der vermittelten Inhalte problematisch“ seien, was unter dem Aspekt der Überwältigungsgefahr kritisch betrachtet wurde.

### Vergangenheitsbewältigung im Spiegel des politischen Spektrums
Die Frage nach der Bewertung der Geschichte der DDR sowie der richtigen Form und des angemessenen bzw. notwendigen Ausmaßes ihrer Vergangenheitsbewältigung hat immer wieder zu Auseinandersetzungen im Spektrum der politischen Parteien geführt. Diese Konflikte kristallisieren sich meist an Einzelfragen wie der Frage nach der rechtlichen Regelung zur Offenlegung von Stasi-Akten, der Regelung der Arbeit der Treuhandanstalt, der Bemessung von Renten und Pensionszahlungen für ehemalige MfS-Mitarbeiter, der Besetzung von Kommissionen zur Vergangenheitsaufarbeitung, der finanziellen Zuwendungen für Forschungseinrichtungen und Gedenkstätten zur DDR-Diktatur und im Rahmen personeller Debatten (Manfred Stolpe, Lutz Heilmann u. a.) deutlich aus. Dabei vertritt die ehemalige PDS, auch aufgrund personeller systemübergreifender Kontinuitäten, meist eine dezidiert andere Position als die übrigen Parteien. So bescheinigte die Extremismusforschung der PDS eine „fragwürdige Form der Vergangenheitsbewältigung“ sowie die Mitarbeit etlicher ehemaliger Stasi-Mitarbeiter.

### Stand der Aufarbeitung der SED-Diktatur
Hubertus Knabe äußerte sich zum Stand der Aufarbeitung der SED-Diktatur folgendermaßen:

„Erst wenn die kommunistische Diktatur den Deutschen ähnlich präsent ist wie das verbrecherische Regime der Nationalsozialisten, ist die Aufarbeitung der Hinterlassenschaften von Stasi-Minister Erich Mielke wirklich gelungen.“

Der Historiker Hans-Ulrich Wehler antwortete auf die Frage, ob man einen Schlussstrich unter die Vergangenheitsbewältigung der DDR-Geschichte ziehen sollte, im Jahr 2007 folgendermaßen:

„Nein, das wäre fatal. Und zum Glück ist das – außer von manchen Leuten aus der Ex-PDS – nur selten öffentlich zu hören. Natürlich hätten die gern, dass ihre kleine Mörderrepublik endlich aus dem Fokus kommt. Aber das wird nicht geschehen. Die DDR war ein mörderisches Regime, das viele Menschenleben auf dem Gewissen hat. Es gibt keinen Grund, in der Erinnerung daran nachzulassen. Von einem Schlussstrich kann keine Rede sein. (…) Eine intensive Beschäftigung mit der DDR-Vergangenheit ist dringend geboten. Die Konsequenzen dieses Staates sind doch nicht nur in Bitterfeld, sondern auch in der Gesellschaft noch über Jahrzehnte zu beobachten.“

Einer Studie des Emnid-Instituts vom Mai 2010 zufolge beurteilt mehr als die Hälfte der Ostdeutschen die DDR überwiegend positiv.
Heute widmen sich staatlich unterstützte Institutionen in Gestalt von Museen, Gedenkstätten, Opferverbänden sowie Bildungs- und Forschungseinrichtungen einschließlich des Bundesbeauftragten für die Stasi-Unterlagen (BStU) auf unterschiedliche Weise der Aufarbeitung der SED-Diktatur.
Am 22. März 2013 debattierte der Deutsche Bundestag über den Stand der Aufarbeitung der SED-Diktatur. Grundlage bildete der entsprechende Bericht der Bundesregierung. Der Bericht wurde von Seiten der Regierungsparteien CDU/CSU und FDP und auch von SPD und Bündnis 90/Die Grünen gelobt, während Die Linke die im Bericht zum Ausdruck kommende „Delegitimierung der DDR von Anfang an“ beklagte.

## Doppelte Vergangenheitsbewältigung
In der deutschen Geschichte des 20. Jahrhunderts werden seit 1990 mindestens zwei Epochen wahrgenommen und diskutiert, die einer Vergangenheitsbewältigung bedürfen. Das hat zu Kontroversen in der Forschung und Öffentlichkeit geführt. Der umstrittene Begriff der „doppelten Vergangenheitsbewältigung“ umfasst die wissenschaftliche Aufarbeitung beider Vergangenheiten als Diktaturenvergleich und die daraus abgeleitete vergleichende Analyse strafrechtlicher, personeller und materieller „Vergangenheitsbewältigungen“. Daneben wird auch der weniger gleichsetzende Begriff der „zweifachen Vergangenheitsbewältigung“ benutzt.
Der tiefer Dissens der Forschung liegt in der Frage, inwieweit es angemessen und legitim ist, die beiden deutschen Diktaturen miteinander gleichzusetzen. Dabei sind grob drei verschiedene Haltungen zu beobachten:
- Mit der Verwendung des Begriffs der „doppelten Vergangenheitsbewältigung“ wird eine unkritische Parallelisierung des Nationalsozialismus und des DDR-Regimes vorgenommen. Damit werden suggestiv und indirekt beide Systeme gleichgesetzt, was dem Wunsch nach Verdrängung der NS-Zeit nachkommt. Nur wer fundamentale Unterschiede beider Systeme außer Acht lässt, verkennt die Singularität der NS-Diktatur und ihrer einzigartigen Verbrechen (Holocaust). Die Tatsache, dass die DDR-Diktatur im Gegensatz zum NS-Regime kaum eine Massenbasis im Volk besaß und gegenüber anderen Rassen/Völkern nicht offen rassistisch agierte, wird in dieser Darstellung unterschlagen.[114]
- Besonders im Rahmen der zeitweiligen Dominanz der Totalitarismustheorie zwischen 1990 und 1995 wurden die Gemeinsamkeiten von NS- und DDR-Diktatur hervorgehoben. Der Schwerpunkt lag dabei auf Gemeinsamkeiten in Bezug auf Herrschaftstechniken, analogen totalitären Strukturen und der Gegenüberstellung von ähnlichen Formen personeller, rechtlicher und materieller Vergangenheitsbewältigung. Obwohl die gravierenden Unterschiede der Systeme benannt wurden, nahm die Darstellung von Gemeinsamkeiten doch größeren Raum ein.[115]
- Ein Forschungsansatz, der sich auf Einzelfragen im Vergleich der Diktaturen konzentriert und aus seinen Ergebnissen meist keine allgemeinen Schlussfolgerungen ableitet. Einer „Verwertung“ historischer Erkenntnisse durch politische Interessengruppen wird meist entgegengetreten.[116] Dies bringt der Historiker Bernd Faulenbach folgendermaßen zum Ausdruck:

„Allerdings greift der Entwurf den von uns seit 1991 vertretenen Grundsatz auf, dass die NS-Verbrechen durch die Verbrechen der Nachkriegszeit ‚nicht relativiert‘, umgekehrt aber auch die stalinistischen Verbrechen unter Bezug auf die NS-Verbrechen ‚nicht bagatellisiert‘ werden dürfen.“

## Vergangenheitsbewältigung in anderen Staaten

### Bewältigung der eigenen Rolle im Zweiten Weltkrieg
In vielen Staaten wird verstärkt seit den neunziger Jahren die eigene Rolle im Zweiten Weltkrieg hinterfragt. Diese Form der Vergangenheitsbewältigung ist oftmals von hitzigen öffentlichen Kontroversen begleitet, da sie das Selbstbild der Staaten als Opfer im Widerstand gegen die deutsche Besatzung (Bsp. Norwegen) oder als neutraler Staat (Bsp. Schweden) hinterfragt.
So schrieb Maria-Pia Boëthius in ihrem populärwissenschaftlichen Buch Heder Och Samvete: Sverige Och Andra Världskriget (Ehre und Gewissen: Schweden und der Zweite Weltkrieg) Schweden eine Mitschuld am Holocaust zu.
In Norwegen entzündete sich die Debatte u. a. an der Bewertung der Liquidationen der Widerstandsbewegung oder an der juristischen Abrechnung (rettsoppgjør) der Kollaborateure der Nasjonal Samling in der Nachkriegszeit.
Für Dänemark hinterfragte Kirsten Lydloff die Schuld dänischer Behörden und Ärzte am Tod tausender deutscher Flüchtlinge in Dänemark gegen Ende des Krieges.
In Frankreich kam es von 1940 bis 1944 zu zahlreichen Kollaborationen. Nach dem Krieg wurde dies vielfach ignoriert oder tabuisiert. Das Vichy-Regime unter Philippe Pétain – es war antikommunistisch, konservativ und katholisch – regierte nach dem Waffenstillstand vom 22. Juni 1940 bis 1944 die „unbesetzte Zone“ Frankreichs und kollaborierte sehr umfangreich mit dem Deutschen Reich, zum Beispiel bei der Deportation von französischen Juden in die deutschen Vernichtungslager (siehe Chronologie der Kollaboration der Vichy-Regierung beim Holocaust). Nach der Befreiung durch die Alliierten behaupteten viele fälschlich, bei der Résistance aktiv gewesen zu sein, oder stellten ihr Tun übertrieben dar.
Einen Beitrag zur Abkehr von dem Mythos eines im Widerstand gegen den deutschen Besatzer geeinten französischen Volks habe der Film von Marcel Ophüls Le Chagrin et la pitié (= Trauer und Mitleid; deutscher Titel : Das Haus nebenan – Chronik einer französischen Stadt im Kriege, 1969) geleistet. Der Film war für viele Franzosen ein Schock und löste viele Diskussionen aus.
In allen von Deutschland während des Krieges besetzten Ländern gab es Beziehungen von deutschen Männern mit einheimischen Frauen. Über 10.000 Besatzungskinder wurden geboren. Nach 1945 gingen zahlreiche Länder mit diesen Kindern und ihren Müttern sehr rüde um. Später bedauerten viele öffentliche Stellen ihr Tun und Lassen in dieser Zeit.

### Bewältigung der eigenen diktatorischen Vergangenheit

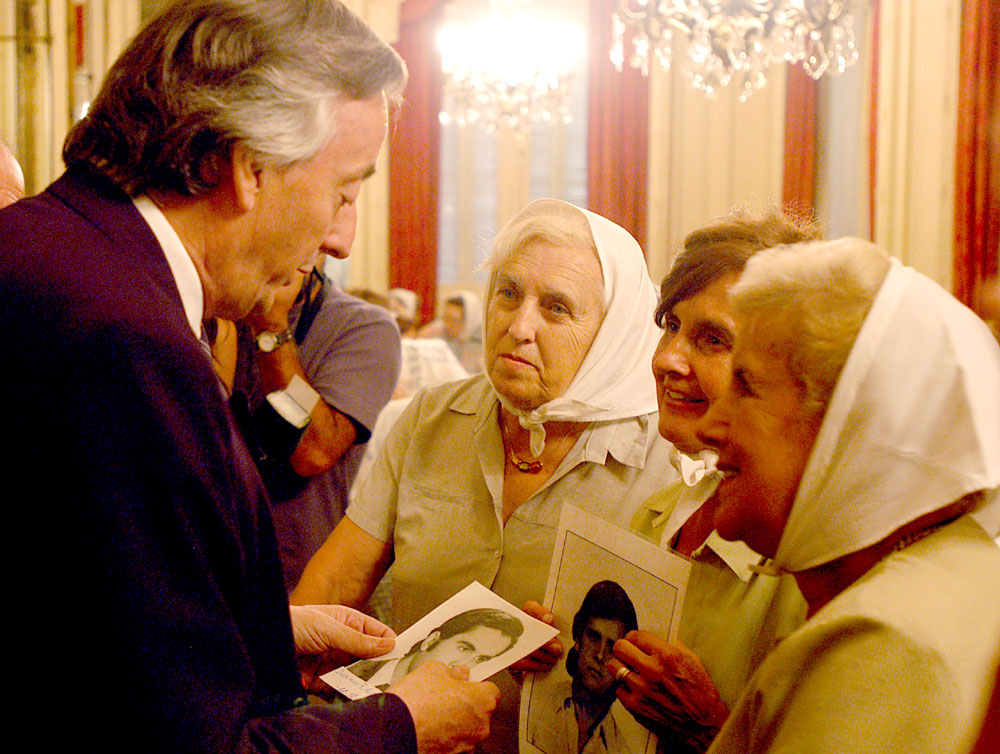
Einige der Madres de Plaza de Mayo beim ehemaligen argentinischen Präsidenten Néstor Kirchner

Im weiteren Sinne wird der originär deutsche Begriff Vergangenheitsbewältigung auf entsprechende Aktivitäten übertragen, in denen andere Staaten oder Gesellschaften ihre eigene Geschichte aufarbeiten, soweit sie von Diktatur, Verbrechen staatlicher Organe oder Menschenrechtsverletzungen gekennzeichnet ist. Dies geschieht oft in Form einer Wahrheitskommission, die zeitlich begrenzt arbeitet und deshalb nicht alle Bereiche abdeckt. In einigen Staaten Lateinamerikas, in Marokko, oder in Südafrika entstanden nach Beendigung von Diktaturen zeitlich begrenzte, Wahrheitskommissionen, welche versuchten ein möglichst genaues Bild von Menschen- oder Völkerrechtsverletzungen in einer bestimmten Zeitperiode des eigenen Landes zu entwerfen.
Der deutsche Umgang mit NS-Diktatur wird inzwischen häufig als Vorbild für die Aufarbeitung diktatorischer Vergangenheit angeführt und scheint sich als eine Art Norm zu konstituieren, an der sich andere europäische Staaten orientieren und ihre jeweiligen Aufarbeitungsprozesse messen. Sowohl auf nationaler als auch auf transnationaler und europäischer Ebene sind zunehmend Bemühungen feststellbar, Standards und verbindliche Richtlinien für Vergangenheitsaufarbeitung zu etablieren. Zu Beginn der Entnazifizierung hatte der damalige Militärgouverneur der Amerikanischen Besatzungszone Dwight D. Eisenhower die dafür in Deutschland benötigte Zeit auf 50 Jahre geschätzt.
In der Vergangenheitsbewältigung unterschiedlicher Länder lassen sich trotz länderspezifischer Individualitäten dennoch einige Gemeinsamkeiten feststellen. So sind häufig, auch abhängig von der politischen Funktion und Positionierung der jeweiligen Personen in der zu thematisierenden vergangenen Epoche, folgende Grundmodelle in der Haltung der Bevölkerung und/oder der neuen politischen Führung zu beobachten.
- Die nach vielen Regimewechseln besonders in ideologisch begründeten Diktaturen zu beobachtende Ansicht, dem früheren System habe eine „gute Idee, die schlecht verwirklicht wurde“ zugrunde gelegen, war in Deutschland nach 1945[124][125] sowie auch im postkommunistischen Osteuropa[126] zu beobachten.

- Auch die Forderung nach einer Beendigung der öffentlichen Thematisierung der Vergangenheit (Schlussstrichdebatte, Schlussstrich oder Stunde Null), häufig verbunden mit Amnestieforderungen, war nach 1945, und ist in Osteuropa anzutreffen. In Polen war dies beispielsweise (gruba kreska = dicker Strich[127]) 1989 die explizite Politik des ersten demokratischen Ministerpräsidenten Tadeusz Mazowiecki. Als Argumente werden häufig die Notwendigkeit der Bewahrung des inneren Friedens, die Integration aller Gesellschaftsgruppen in die postdiktatorische Gesellschaft, die Bewahrung eines intakten Nationalbewusstseins, oder der Verweis auf die erforderliche Hinwendung zu Zukunftsaufgaben (deutscher Wiederaufbau nach 1945) ins Feld geführt.

- Die Forderung nach einer gründlicheren Vergangenheitsaufarbeitung kommt häufig von Gruppen, welche schon vor dem Regimewechsel in Opposition zum alten Regime standen, und nun eine konsequente Abkehr von den alten Institutionen, Eliten und Traditionen fordern. Im Mittelpunkt steht meist auch die Forderung nach Rechtfertigung der Opfer, Offenlegung der historischen Wahrheit, und einer Klärung bzw. Bestrafung früher verantwortlicher Repräsentanten. Dies soll auch durch symbolische Akte möglichst häufig und öffentlichkeitswirksam demonstriert werden.

- Auch der vermehrte Rückzug ins Private und Apolitische (Innere Emigration) ist, besonders nach der Überwindung ideologisch stark indoktrinierender Systeme, häufig zu beobachten, und blockiert eine Vergangenheitsaufarbeitung.[128]

Die Vergangenheitsbewältigung spielt sich dabei nach Claus Offe in einem Konfliktfeld
zwischen den Führungsgruppen des alten Regimes, des neuen Regimes, den direkten Opfern und Leidtragenden einschließlich ihrer Familien und Verwandten, sowie den Widerstandsbewegungen und Dissidenten des alten Regimes ab.
Im Allgemeinen bestimmen psychologische Traumatisierungen und Mechanismen wie Schuldgefühle bzw. Verdrängungsmechanismen der Täter und Scham- bzw. Ohnmachtsgefühle der Opfer sowie beiderseitige Aggressionen – solange beide in einer Gesellschaft noch relevant vorhanden sind – die Art des Diskurses mit.
Die Aufarbeitung wird dagegen mit zunehmenden zeitlichen Abstand, und damit verbunden der demographischen Abnahme von Personen, welche in dieser Zeit gelebt haben, sowie der
besseren Zugänglichkeit von gesperrten Archiven wissenschaftlich fundierter, unproblematischer und unverkrampfter.
Für die Art der Vergangenheitsaufarbeitung macht es einen wesentlichen Unterschied, ob ein Regime:
- durch Transition wegen innerer wirtschaftlicher Zerrüttung (wie die Sowjetunion) oder trotz noch vorhandener innerer Stabilität und Wirtschaftskraft (Franco-Spanien, Apartheid-Regime in Südafrika) allmählich transformiert wurde oder
- durch fremde Mächte und nicht innere Entwicklungen deinstalliert wurde (wie Nazi-Deutschland)

So werden beispielsweise im ersten Fall personelle und verfassungsmäßige Kontinuitäten langsamer abgebaut als im zweiten, in den häufig große Teile ehemaliger hoher Funktionsträger wegen Todes- oder Gefängnisstrafen ausfallen.
Kulturelle Besonderheiten der Länder und Kulturen sowie deren Historie können zusätzliche Unterschiede in Form und Intensität der Vergangenheitsbewältigung bewirken. Ein Beispiel hier für war die lange stockende Vergangenheitsbewältigung in Japan, welche auch auf die Bedeutung des Ahnenkultes in der japanischen Kultur zurückzuführen ist. Ein weiteres illustratives Beispiel für kulturelle Spezifika ist der in Südamerika schon vor und auch nach den jeweiligen Diktaturen stark ausgeprägte Korporatismus zwischen Güterallokation, klientistischen Interessenvertretern, bevorzugten Schichten, der katholischen Kirche, und dem Staat. Dieser Korporatismus stellte und stellt einen Hemmschuh für eine effektive Vergangenheitsaufarbeitung von diktatorischem Tun und Erleben dar.

### Allgemeine Literatur
- Sven Felix Kellerhoff: Aus der Geschichte lernen. Ein Handbuch zur Aufarbeitung von Diktaturen. Baden-Baden 2013
- Susanne Buckley-Zistel, Thomas Kater: Nach Krieg, Gewalt und Repression. Vom schwierigen Umgang mit der Vergangenheit. Baden-Baden, 2011.
- Helmut König, Michael Kohlstruck, Andreas Wöll: Vergangenheitsbewältigung am Ende des zwanzigsten Jahrhunderts (Leviathan Sonderheft Nr. 18). Opladen 1998, ISBN 3-531-13156-7.